# Liste des unités mixtes de recherche du CNRS
La liste des unités mixtes de recherche 
dont le CNRS est partenaire 
est tenue à jour par le CNRS
.
Ces UMR étaient 826 en février 2012
. 

## Liste des unités mixtes de recherche
Le tableau indique l'institut principal auquel l'UMR est rattaché ainsi que le site géographique principal (ville). Le CNRS comprend 10 instituts :
- INSB : Institut des sciences biologiques ;
- INC : Institut de chimie ;
- INEE : Institut écologie et environnement ;
- INSHS : Institut des sciences humaines et sociales ;
- INSIS : Institut des sciences de l'ingénierie et des systèmes ;
- INSMI : Institut national des sciences mathématiques et de leurs interactions ;
- INP : Institut de physique ;
- INS2I : Institut des sciences de l'information et de leurs interactions ;
- IN2P3 : Institut national de physique nucléaire et de physique des particules ;
- INSU : Institut national des sciences de l'Univers.

| Code unité | Sigle                              | Intitulé | Institut principal     | Site principal                | Commentaire |
| ---------- | ---------------------------------- | --- | ---------------------- | ----------------------------- | --- |
| UMR12      | LLB                                | Laboratoire Léon-Brillouin                                                                                                   | INP                    | Saint-Aubin                   | |
| UMR49      | GRANEM                             | Groupe de recherche angevin en économie et management                                                                        |                        |                               | N'existe plus en tant qu'UMR |
| UMR104     | LEM                                | Laboratoire d'étude des microstructures                                                                                      | INP                    | Chatillon                     | |
| UMR125     | SVI                                | Surface du verre et interface                                                                                                | INP                    | Aubervilliers                 | |
| UMR137     | UMΦ                                | Unité mixte de physique CNRS/Thales                                                                                          | INP                    |                               | |
| UMR144     |                                    | Biologie cellulaire et cancer                                                                                                | INSB                   | Paris                         | Ancienne désignation : Compartimentation et dynamique cellulaires (CDC)                                                                               |
| UMR168     | PCC                                | Laboratoire de physico-chimie Curie                                                                                          | INC                    | Paris                         | |
| UMR171     | LC2RMF                             | Laboratoire du centre de recherche et de restauration des musées de France                                                   |                        |                               | Remarque : n'est plus dans l'annuaire CNRS (février 2021)                                                                                             |
| UMR176     | CSVB                               | Conception, synthèse et vectorisation de biomolécules                                                                        |                        |                               | Remarque : n'est plus dans l'annuaire CNRS (février 2021)                                                                                             |
| UMR196     | CEPED                              | Centre population et développement                                                                                           | IRD / SHS              | Paris                         | Remarque : n'est plus dans l'annuaire CNRS (février 2021)                                                                                             |
| UMR200     |                                    | Institut de recherche sur le patrimoine musical en France                                                                    |                        |                               | Remarque : n'est plus dans l'annuaire CNRS (février 2021)                                                                                             |
| UMR217     | RMC                                | Radiobiologie moléculaire et cellulaire                                                                                      |                        |                               | Remarque : n'est plus dans l'annuaire CNRS (février 2021)                                                                                             |
| UMR218     |                                    | Dynamique nucléaire et plasticité du génome                                                                                  |                        |                               | Remarque : n'est plus dans l'annuaire CNRS (février 2021)                                                                                             |
| UMR241     | EIO                                | Écosystèmes insulaires océaniens                                                                                             |                        |                               | Remarque : n'est plus dans l'annuaire CNRS (février 2021)                                                                                             |
| UMR1563    |                                    | Ambiances, architectures, urbanités                                                                                          | INSHS                  | Nantes                        | |
| UMR2000    | GEMS                               | Génomique évolutive, modélisation et santé                                                                                   | INEE                   | Paris                         | |
| UMR2001    |                                    | Microbiologie intégrative et moléculaire                                                                                     | INSB                   | Paris                         | |
| UMR2594    | LIPME                              | Laboratoire sur les interactions plantes-microorganismes-environnement                                                       | INSB                   | Auzeville                     | |
| UMR2773    | GRECSTA                            | Groupe de recherche en économie et statistique                                                                               |                        |                               | Remarque : n'est plus dans l'annuaire CNRS (février 2021)                                                                                             |
| UMR2959    | GREGHEC                            | Groupement de recherche et d'études en gestion à HEC                                                                         | INSHS                  | Jouy-en-Josas                 | |
| UMR3080    | L.S.F.C.                           | Laboratoire de synthèse et fonctionnalisation des céramiques                                                                 | INC                    | Cavaillon                     | |
| UMR3145    | SYSDIAG                            | Modélisation et ingénierie des systèmes complexes biologiques pour le diagnostic                                             |                        |                               | Remarque : n'est plus dans l'annuaire CNRS (février 2021)                                                                                             |
| UMR3208    | NS3E                               | Nanomatériaux pour les systèmes sous sollicitations extrêmes                                                                 | INC                    | Saint-Louis                   | |
| UMR3215    |                                    | Génétique et biologie du développement                                                                                       | INSB                   | Paris                         | |
| UMR3244    |                                    | Dynamique de l'information génétique : bases fondamentales et cancer                                                         | INSB                   | Paris                         | |
| UMR3299    | SIS2M                              | Systèmes moléculaires et les matériaux                                                                                       |                        |                               | Remarque : n'est plus dans l'annuaire CNRS (février 2021)                                                                                             |
| UMR3306    |                                    | Signalisation, neurobiologie et cancer                                                                                       |                        |                               | Remarque : n'est plus dans l'annuaire CNRS (février 2021)                                                                                             |
| UMR3320    | LISE                               | Laboratoire interdisciplinaire pour la sociologie économique                                                                 | INSHS                  | Paris                         | |
| UMR3329    | AUSSER                             | Architecture, urbanistique et société : savoirs, enseignement et recherche                                                   | INSHS                  | Paris                         | |
| UMR3347    |                                    | Signalisation normale et pathologique de l'embryon aux thérapies innovantes des cancers                                      | INSB                   | Orsay                         | |
| UMR3348    |                                    | Stress génotoxiques et cancer                                                                                                | INSB                   | Orsay                         | |
| UMR3495    | MAP                                | Modèles et simulations pour l'architecture et le patrimoine                                                                  | INSHS                  | Marseille, Lyon, Nancy, Paris | |
| UMR3523    | UCO                                | Unité de chimie organique | INC                    | Paris                         | |
| UMR3525    |                                    | Génétique des génomes | INSB                   | Paris                         | |
| UMR3528    |                                    | Biologie structurale des processus cellulaires et maladies infectieuses                                                      | INSB                   | Paris                         | |
| UMR3589    | CNRM-GAME                          | Centre national de recherches météorologiques                                                                                |                        |                               | |
| UMR3685    | NIMBE                              | Nanosciences et innovation pour les matériaux, la biomédecine et l'énergie                                                   |                        |                               | |
| UMR5004    | BPMP                               | Biochimie et physiologie moléculaire des moléculaire des plantes                                                             |                        |                               | |
| UMR5005    | Ampère                             | Laboratoire Ampère |                        |                               | |
| UMR5007    | LAGEPP                             | Laboratoire d'automatique, de génie des procédés et de génie pharmaceutique                                                  |                        |                               | |
| UMR5008    | CETHIL                             | Centre d'énergétique et de thermique de Lyon                                                                                 |                        | Lyon                          | |
| UMR5022    | LEAD                               | Laboratoire d'étude de l'apprentissage et du développement                                                                   |                        |                               | |
| UMR5023    | LEHNA                              | Laboratoire d’écologie des hydrosystèmes naturels et anthropisés                                                             |                        |                               | |
| UMR5037    |                                    | Institut d'histoire de la pensée classique                                                                                   |                        |                               | |
| UMR5044    | CERTOP                             | Centre d'étude et de recherche sur le travail, les organisations et les pouvoirs                                             |                        |                               | |
| UMR5048    | CBS                                | Centre de biochimie structurale                                                                                              |                        |                               | |
| UMR5059    | CBAE                               | Centre de bio-archéologie et écologie                                                                                        |                        |                               | |
| UMR5062    | IAO                                | Institut d'Asie orientale |                        |                               | |
| UMR5063    |                                    | Département de pharmacochimie moléculaire                                                                                    |                        |                               | |
| UMR5068    |                                    | Synthèse et physico-chimie de molécules d'intérêt biologique                                                                 |                        |                               | |
| UMR5069    | LHFA                               | Laboratoire d'hétérochimie fondamentale et appliquée                                                                         |                        | Toulouse                      | |
| UMR5071    | CRCT                               | Centre de recherche en cancérologie de Toulouse                                                                              |                        | Toulouse                      | |
| UMR5075    | IBS                                | Institut de biologie structurale                                                                                             |                        |                               | |
| UMR5085    | CIRIMAT                            | Centre inter-universitaire de recherche d'ingénierie des matériaux                                                           | INC                    | Toulouse                      | |
| UMR5086    | MMSB                               | Molecular Microbiology and Structural Biochemistry                                                                           |                        | Lyon                          | |
| UMR5088    |                                    | Laboratoire de biologie cellulaire et moléculaire du contrôle de la prolifération                                            |                        |                               | |
| UMR5089    | IPBS                               | Institut de pharmacologie et de biologie structurale                                                                         |                        | Toulouse                      | |
| UMR5095    | IBGC                               | Institut de biochimie et génétique cellulaires                                                                               |                        | Bordeaux                      | |
| UMR5096    |                                    | Laboratoire sur le génome et le développement des plantes                                                                    |                        |                               | |
| UMR5099    | LBME                               | Laboratoire de biologie moléculaire des eucaryotes                                                                           |                        |                               | |
| UMR5100    | LMGM                               | Laboratoire de microbiologie et génétique moléculaires                                                                       |                        |                               | |
| UMR5104    | VERIMAG                            | VERIMAG |                        |                               | |
| UMR5105    | LPNC                               | Laboratoire de psychologie et neurocognition                                                                                 |                        |                               | |
| UMR5107    | CELIA                              | Centre des lasers intenses et leurs applications                                                                             |                        | Bordeaux (Talence)            | |
| UMR5108    | LAPTH                              | Laboratoire d'Annecy-le-Vieux de physique théorique                                                                          | INP                    | Annecy le Vieux               | |
| UMR5110    | CEFREM                             | Centre de formation et de recherche sur les environnements méditerranéens                                                    |                        |                               | |
| UMR5112    | CEPEL                              | Centre d'études politiques de l'Europe latine (Centre d’études politiques et sociales)                                       |                        |                               | |
| UMR5113    | GREThA                             | Groupe de recherche en économie théorique et appliquée                                                                       |                        | Bordeaux                      | Fusionné avec le LAREFI pour devenir Bordeaux Sciences Economiques – BSE (UMR 6060)                                                                   |
| UMR5114    | COMPTRASEC                         | Centre de droit comparé du travail et de la sécurité sociale                                                                 |                        | Bordeaux (Pessac)             | |
| UMR5115    | LAM                                | Les Afriques dans le monde                                                                                                   | INSHS                  | Bordeaux (Pessac)             | |
| UMR5116    | CED                                | Centre Émile Durkheim – science politique et sociologie comparative                                                          | INSHS                  | Bordeaux (Bordeaux et Pessac) | |
| UMR5119    | ECOSYM                             | Écologie des systèmes marins côtiers                                                                                         |                        |                               | |
| UMR5120    | AMAP                               | Botanique et bioinformatique de l'architecture des plantes                                                                   |                        |                               | |
| UMR5126    | CESBIO                             | Centre d'études spatiales de la biosphère                                                                                    |                        |                               | |
| UMR5127    | LAMA                               | Laboratoire de mathématiques                                                                                                 |                        |                               | |
| UMR5129    | LTM                                | Laboratoire des technologies de la microélectronique                                                                         |                        |                               | |
| UMR5130    | IMEP-LAHC                          | Électromagnétisme & photonique. Laboratoire d'hyperfréquence et de caractérisation                                           |                        |                               | |
| UMR5133    | ARCHEORIENT                        | Environnements et sociétés de l'Orient ancien                                                                                |                        |                               | |
| UMR5136    | FRA.M.ESPA                         | France méridionale et Espagne : histoire des sociétés du Moyen Âge à l'époque contemporaine                                  |                        |                               | |
| UMR5137    | CERCRID                            | Centre de recherches critiques sur le droit                                                                                  |                        |                               | |
| UMR5138    |                                    | Archéométrie et archéologie : origine, datation et technologies des matériaux                                                |                        |                               | |
| UMR5140    |                                    | Archéologie des sociétés méditerranéennes                                                                                    |                        |                               | |
| UMR5141    | LTCI                               | Laboratoire sur le traitement et la communication de l'information                                                           |                        |                               | |
| UMR5142    | LMAP                               | Laboratoire de mathématiques et de leurs et de leurs applications                                                            |                        |                               | |
| UMR5146    | LCG                                | Laboratoire Claude-Goux |                        |                               | |
| UMR5149    | I3M                                | Institut montpelliérain Alexander-Grothendieck                                                                               |                        | Montpellier                   | |
| UMR5150    | LFC-R                              | Laboratoire des fluides complexes et leurs réservoirs                                                                        |                        | Pau                           | |
| UMR5151    | HSM                                | Hydrosciences, Montpellier                                                                                                   | INSU                   | Montpellier                   | |
| UMR5152    | LPT                                | Laboratoire de physique théorique                                                                                            |                        |                               | |
| UMR5157    | SAMOVAR                            | Services répartis, architecture, modélisation, validation, administration de réseaux                                         |                        |                               | |
| UMR5159    | TIMA                               | Microélectronique pour l'architecture des systèmes intégrés                                                                  |                        |                               | |
| UMR5163    | LAPM                               | Laboratoire sur l'adaptation et la pathogénie des micro-organismes                                                           |                        |                               | |
| UMR5164    |                                    | Composantes innées de la réponse immunitaire et différenciation                                                              |                        |                               | |
| UMR5165    | UDEAR                              | Unité sur la différenciation épidermique et l'auto-immunité rhumatoïde                                                       |                        |                               | |
| UMR5168    | LPCV                               | Laboratoire de physiologie cellulaire végétale                                                                               |                        |                               | |
| UMR5169    | CRCA                               | Centre de recherches sur la cognition animale                                                                                |                        |                               | |
| UMR5174    | EDB                                | Évolution et diversité biologique                                                                                            |                        |                               | |
| UMR5175    | CEFE                               | Centre d'écologie fonctionnelle et évolutive                                                                                 |                        |                               | |
| UMR5182    |                                    | Laboratoire de chimie |                        |                               | |
| UMR5183    | LGGE                               | Laboratoire de glaciologie et géophysique de l'environnement devenu Institut des géosciences de l’environnement              |                        |                               | |
| UMR5186    | IRCL                               | Institut de recherche sur la Renaissance, l'Âge classique et les Lumières                                                    |                        |                               | |
| UMR5189    | HISOMA                             | Histoire et sources des mondes antiques                                                                                      |                        |                               | |
| UMR5190    | LARHRA                             | Laboratoire de recherche historique en Rhône-Alpes                                                                           |                        |                               | |
| UMR5191    | ICAR                               | Interactions, corpus, apprentissage et représentations                                                                       |                        |                               | |
| UMR5193    | LISST                              | Laboratoire interdisciplinaire sur les solidarités, les sociétés et les territoires                                          |                        |                               | |
| UMR5194    | Pacte                              | Laboratoire des sciences sociales                                                                                            |                        |                               | |
| UMR5199    | PACEA                              | De la préhistoire à l'actuel : culture, environnement et anthropologie                                                       |                        | Bordeaux (Pessac)             | |
| UMR5200    | LBM                                | Laboratoire de biogenèse membranaire                                                                                         |                        | Bordeaux (Villenave d'Ornon)  | |
| UMR5203    | IGF                                | Institut de génomique fonctionnelle                                                                                          |                        |                               | |
| UMR5204    | EDYTEM                             | Environnements, dynamiques et territoires de la montagne                                                                     |                        |                               | |
| UMR5205    | LIRIS                              | Laboratoire d'informatique en image et systèmes d'information                                                                |                        |                               | |
| UMR5206    | TRIANGLE                           | Triangle : action, discours, pensée politique et économique                                                                  |                        |                               | |
| UMR5208    | ICJ                                | Institut Camille-Jordan |                        |                               | |
| UMR5213    | LAPLACE                            | Laboratoire plasma et conversion d'énergie                                                                                   |                        |                               | |
| UMR5214    | IES                                | Institut d'électronique du Sud                                                                                               |                        |                               | |
| UMR5215    | UPS                                | Laboratoire de physique et chimie des nano-objets                                                                            |                        |                               | |
| UMR5216    | GIPSA-lab                          | Grenoble, images, parole, signal, automatique                                                                                |                        | Grenoble                      | |
| UMR5217    | LIG                                | Laboratoire d'informatique de Grenoble                                                                                       |                        | Grenoble                      | |
| UMR5218    | IMS                                | Laboratoire de l'intégration, du matériau au système                                                                         |                        | Bordeaux (Talence)            | |
| UMR5219    | IMT                                | Institut de mathématiques de Toulouse                                                                                        |                        | Toulouse                      | |
| UMR5220    | CREATIS                            | Centre de recherche en acquisition et traitement de l'image pour la santé                                                    |                        | Lyon                          | |
| UMR5221    | L2C                                | Laboratoire Charles-Coulomb                                                                                                  |                        |                               | |
| UMR5223    |                                    | Ingénierie des matériaux polymères                                                                                           |                        |                               | |
| UMR5224    | LJK                                | Laboratoire Jean-Kuntzmann                                                                                                   |                        |                               | |
| UMR5229    |                                    | Centre de neuroscience cognitive                                                                                             |                        |                               | |
| UMR5234    |                                    | Microbiologie fondamentale et pathogénicité                                                                                  |                        |                               | |
| UMR5235    | DIMNP                              | Dynamique des interactions membranaires normales et pathologiques                                                            |                        |                               | |
| UMR5236    | CPBS                               | Centre d'études sur les agents pathogènes et la biotechnologie pour la santé                                                 |                        |                               | |
| UMR5237    | CRBM                               | Centre de recherche de biochimie macromoléculaire                                                                            |                        |                               | |
| UMR5239    | LBMC                               | Laboratoire de biologie moléculaire de la cellule                                                                            |                        |                               | |
| UMR5240    | MAP                                | Microbiologie adaptation et pathogénie                                                                                       |                        |                               | |
| UMR5242    | IGFL                               | Institut génomique fonctionnelle de Lyon                                                                                     |                        | Lyon                          | |
| UMR5243    |                                    | Géosciences Montpellier |                        | Montpellier                   | |
| UMR5244    | 2EI                                | Écologie et évolution des interactions                                                                                       |                        |                               | |
| UMR5245    | ECOLAB                             | Laboratoire d'écologie fonctionnelle et d'environnement                                                                      |                        |                               | |
| UMR5246    | ICBMS                              | Institut de chimie et biochimie moléculaires et supramoléculaires                                                            |                        |                               | |
| UMR5247    | IBMM                               | Institut des biomolécules Max-Mousseron                                                                                      |                        |                               | |
| UMR5248    | CBMN                               | Chimie et biologie des membranes et des nano-objets                                                                          |                        | Bordeaux (Pessac)             | |
| UMR5249    | LCBM                               | Laboratoire de chimie et biologie des métaux                                                                                 |                        |                               | |
| UMR5250    | DCM                                | Département de chimie moléculaire                                                                                            |                        |                               | |
| UMR5251    | IMB                                | Institut de mathématiques de Bordeaux                                                                                        |                        | Bordeaux                      | |
| UMR5253    |                                    | Institut Charles-Gerhardt |                        |                               | |
| UMR5254    | IPREM                              | Institut des sciences analytiques et de physico-chimie pour l'environnement et les matériaux                                 |                        | Pau                           | |
| UMR5255    |                                    | Institut des sciences moléculaires                                                                                           |                        |                               | |
| UMR5256    | IRCELYON                           | Institut de recherches sur la catalyse et l'environnement de Lyon                                                            |                        | Lyon                          | |
| UMR5257    |                                    | Institut de chimie séparative de Marcoule                                                                                    |                        |                               | |
| UMR5258    |                                    | Laboratoire du futur |                        |                               | |
| UMR5259    | LAMCOS                             | Laboratoire de mécanique des contacts et des structures                                                                      | INSIS                  | Lyon                          | |
| UMR5263    | CLLE                               | Cognition, langues, langages et ergonomie                                                                                    |                        |                               | |
| UMR5265    | C2P2                               | Chimie, catalyse, polymères et procédés                                                                                      |                        |                               | |
| UMR5266    | SIMAP                              | Sciences et ingénierie, des matériaux et procédés                                                                            |                        |                               | |
| UMR5267    |                                    | PRAXILING |                        |                               | |
| UMR5268    | LPMA                               | Laboratoire polymères et matériaux avancés                                                                                   |                        |                               | |
| UMR5269    | G2ELab                             | Laboratoire de génie électrique de Grenoble                                                                                  |                        | Grenoble                      | |
| UMR5270    | INL                                | Institut des nanotechnologies de Lyon                                                                                        |                        | Lyon                          | |
| UMR5271    | LOCIE                              | La conception et ingénierie de l'environnement                                                                               |                        |                               | |
| UMR5272    | G-SCOP                             | Sciences pour la conception, l'optimisation et la production de Grenoble                                                     |                        |                               | |
| UMR5273    | STROMAlab                          | Cellules stromales, homéostasie, plasticité et réparation tissulaire                                                         |                        |                               | |
| UMR5274    | IPAG                               | Institut de planétologie et d'astrophysique de Grenoble                                                                      | INSU                   | Grenoble                      | |
| UMR5275    | ISTerre                            | Institut des Sciences de la Terre                                                                                            |                        |                               | |
| UMR5276    | LGLTPE                             | Laboratoire de géologie de Lyon : terre, planètes, environnement                                                             |                        | Lyon                          | |
| UMR5277    | IRAP                               | Institut de recherche en astrophysique et planétologie                                                                       | INSU                   | Toulouse                      | |
| UMR5278    |                                    | Hydrazines et composés énergétiques polyazotés                                                                               |                        |                               | |
| UMR5279    | L.E.P.M.I                          | Laboratoire d'électrochimie et de physico-chimie des matériaux et des interfaces                                             |                        |                               | |
| UMR5280    | ISA                                | Institut des sciences analytiques                                                                                            |                        |                               | |
| UMR5281    | ART-Dev                            | Acteurs, ressources et territoires dans le développement                                                                     |                        |                               | |
| UMR5282    | CPTP                               | Centre de physiopathologie de Toulouse Purpan                                                                                |                        | Toulouse                      | |
| UMR5283    |                                    | Centre Max-Weber |                        |                               | |
| UMR5285    | LGPC                               | Laboratoire de génie des procédés catalytiques                                                                               |                        |                               | |
| UMR5286    |                                    | Centre de recherche en cancérologie de Lyon                                                                                  |                        | Lyon                          | |
| UMR5287    | INCIA                              | Institut de neurosciences cognitives et intégratives d'Aquitaine                                                             | INSB                   | Bordeaux                      | |
| UMR5288    | AMIS                               | Anthropologie moléculaire et imagerie de synthèse                                                                            |                        |                               | |
| UMR5290    | MIVEGEC                            | Maladies infectieuses et vecteurs : écologie, génétique, évolution et contrôle                                               | IRD, Univ. Montpellier | Montpellier                   | |
| UMR5292    |                                    | Centre de recherche en neurosciences de Lyon                                                                                 |                        | Lyon                          | |
| UMR5293    | IMN                                | Institut des maladies neurodégénératives                                                                                     | INSB                   | Bordeaux                      | |
| UMR5295    | I2M                                | Institut de mécanique et d'ingénierie                                                                                        |                        | Bordeaux (Talence)            | |
| UMR5296    | GIN                                | Groupe d'imagerie neurofonctionnelle                                                                                         |                        |                               | |
| UMR5297    | IINS                               | Institut interdisciplinaire de neurosciences                                                                                 | INSB                   | Bordeaux                      | |
| UMR5298    | LP2N                               | Laboratoire photonique, numérique et nanosciences                                                                            |                        | Bordeaux (Talence)            | |
| UMR5299    | LUPM                               | Laboratoire univers et particules de Montpellier                                                                             |                        | Montpellier                   | |
| UMR5302    | RAPSODEE                           | Centre de recherche d'Albi en génie des procédés des solides divisés, de l'énergie et de l'environnement                     |                        | Albi                          | |
| UMR5303    | CRM                                | Centre de recherche en management                                                                                            |                        |                               | |
| UMR5305    | LBTI                               | Laboratoire de biologie tissulaire et d'ingénierie thérapeutique                                                             |                        | Lyon                          | |
| UMR5312    | ICA                                | Institut Clément-Ader |                        | Toulouse, Albi, Tarbes        | |
| UMR5474    | LAMETA                             | Laboratoire montpellierain d'économie théorique et appliquée                                                                 |                        | Montpellier                   | |
| UMR5478    | IKER                               | Centre de recherche sur la langue et les textes basques                                                                      |                        | Bayonne                       | |
| UMR5493    | LPM2C                              | Laboratoire de physique et modélisation des milieux condensés                                                                |                        |                               | |
| UMR5502    | IMFT                               | Institut de mécanique des fluides de Toulouse                                                                                |                        | Toulouse                      | |
| UMR5503    | LGC                                | Laboratoire de génie chimique                                                                                                |                        | Toulouse                      | |
| UMR5504    | TBI                                | Toulouse Biotechnology Institute                                                                                             |                        | Toulouse                      | Ancien nom : LISBP |
| UMR5505    | IRIT                               | Institut de recherche en informatique de Toulouse                                                                            |                        | Toulouse                      | |
| UMR5506    | LIRMM                              | Laboratoire d'informatique, de robotique et de microélectronique de Montpellier (en)                                         |                        | Montpellier                   | |
| UMR5508    | LMGC                               | Laboratoire de mécanique et génie civil                                                                                      |                        |                               | |
| UMR5509    | LMFA                               | Laboratoire de mécanique des fluides et d'acoustique                                                                         |                        |                               | |
| UMR5510    | MATEIS                             | Matériaux, ingénierie et sciences                                                                                            |                        | Lyon                          | |
| UMR5513    | LTDS                               | Laboratoire de tribologie et dynamique des systèmes                                                                          |                        |                               | |
| UMR5516    | LaHC                               | Laboratoire Hubert-Curien |                        |                               | |
| UMR5518    | LGPP                               | Laboratoire sur le génie des procédés papetiers                                                                              |                        |                               | |
| UMR5519    | LEGI                               | Laboratoire des écoulements géophysiques et industriels                                                                      |                        |                               | |
| UMR5520    |                                    | Laboratoire de rhéologie |                        |                               | |
| UMR5521    | 3SR                                | Sols, solides, structures et risques                                                                                         |                        |                               | |
| UMR5525    | TIMC-IMAG                          | Complexité, informatique, mathématiques et applications de Grenoble                                                          |                        | Grenoble                      | |
| UMR5534    |                                    | Centre de génétique et de physiologie moléculaire et cellulaire                                                              |                        |                               | |
| UMR5535    | IGMM                               | Institut de génétique moléculaire de Montpellier                                                                             |                        | Montpellier                   | |
| UMR5536    | CRMSB                              | Centre de résonance magnétique des systèmes biologiques                                                                      |                        | Bordeaux                      | |
| UMR5546    |                                    | Laboratoire de recherche en sciences végétales                                                                               |                        |                               | |
| UMR5547    | CBD                                | Centre de biologie du développement                                                                                          |                        |                               | |
| UMR5549    | CerCo                              | Centre de recherche cerveau et cognition                                                                                     |                        | Toulouse                      | |
| UMR5553    |                                    | Laboratoire d'écologie alpine (LECA)                                                                                         |                        |                               | |
| UMR5554    | ISEM                               | Institut des sciences de l'évolution de Montpellier                                                                          |                        | Montpellier                   | |
| UMR5557    |                                    | Écologie microbienne à Lyon                                                                                                  |                        | Lyon                          | |
| UMR5558    | LBBE                               | Laboratoire de biométrie et biologie évolutive                                                                               |                        |                               | |
| UMR5560    | LA                                 | Laboratoire d'aérologie |                        |                               | |
| UMR5563    | GET                                | Géosciences et environnement à Toulouse                                                                                      |                        |                               | |
| UMR5564    | LTHE                               | Laboratoire d'étude des transferts en hydrologie et environnement                                                            |                        |                               | |
| UMR5566    | LEGOS                              | Laboratoire d'études en géophysique et océanographie spatiales                                                               |                        |                               | |
| UMR5574    | CRAL                               | Centre de recherche astrophysique de Lyon                                                                                    |                        | Lyon                          | |
| UMR5579    |                                    | Laboratoire de spectrométrie ionique et moléculaire                                                                          |                        |                               | |
| UMR5582    | IF                                 | Institut Fourier |                        |                               | |
| UMR5584    |                                    | Institut de mathématiques de Bourgogne                                                                                       |                        |                               | |
| UMR5586    | LPMCN                              | Laboratoire de physique de la matière condensée et nanostructures                                                            |                        |                               | |
| UMR5588    | LIPHY                              | Laboratoire interdisciplinaire de physique                                                                                   |                        |                               | |
| UMR5589    | LCAR                               | Laboratoire sur les collisions, les agrégats, la réactivité                                                                  |                        |                               | |
| UMR5593    | LET                                | Laboratoire d'économie des transports                                                                                        |                        |                               | |
| UMR5596    |                                    | Dynamique du langage |                        |                               | |
| UMR5600    | EVS                                | Environnement, ville et société                                                                                              |                        | Lyon                          | |
| UMR5602    | GEODE                              | Géographie de l'environnement                                                                                                |                        | Toulouse                      | |
| UMR5319    | Passages                           | Laboratoire de sciences humaines et sociales                                                                                 |                        | Bordeaux                      | |
| UMR5604    | GREMAQ                             | Groupe de recherche en économie mathématique et quantitative                                                                 |                        |                               | |
| UMR5607    | IRAM                               | Ausonius : institut de recherche sur l'antiquité et le moyen âge                                                             |                        | Bordeaux                      | |
| UMR5608    | TRACES                             | Travaux et recherches archéologiques sur les vultures, les espaces et les sociétés                                           |                        | Toulouse                      | |
| UMR5611    | LIRE                               | Littérature, idéologies, représentations aux XVIIIe et XIXe siècles                                                          |                        |                               | |
| UMR5615    |                                    | Laboratoire des multimatériaux et interfaces                                                                                 |                        |                               | |
| UMR5620    | LPCML                              | Laboratoire de physico-chimie des matériaux luminescents                                                                     |                        |                               | |
| UMR5623    | IMRCP                              | Interactions moléculaires et réactivité chimique et photochimique                                                            |                        | Toulouse                      | |
| UMR5626    | LCPQ                               | Laboratoire de chimie et physique quantique                                                                                  |                        |                               | |
| UMR5628    | LMGP                               | Laboratoire des matériaux et génie physique                                                                                  |                        |                               | |
| UMR5629    | LCPO                               | Laboratoire de chimie des polymères organiques                                                                               | INC                    | Bordeaux (Pessac)             | |
| UMR5635    | IEM                                | Institut européen des membranes                                                                                              |                        |                               | |
| UMR5648    | CIHAM                              | Histoire et archéologie des mondes chrétiens et musulmans médiévaux                                                          | INSHS                  | Lyon                          | Ancien nom : Centre inter-universitaire d'études médiévales                                                                                           |
| UMR5650    | GES                                | Groupe d'étude des semi-conducteurs                                                                                          |                        |                               | |
| UMR5667    | RDP                                | Reproduction et développement des plantes                                                                                    |                        |                               | |
| UMR5668    | LIP                                | Laboratoire d'informatique du parallélisme                                                                                   |                        |                               | |
| UMR5669    | UMPA/ENSL                          | Unité de mathématiques pures et appliquées                                                                                   |                        |                               | |
| UMR5672    |                                    | Laboratoire de physique de l'ENS de Lyon                                                                                     |                        | Lyon                          | |
| UMR5797    | LP2i Bordeaux (anciennement CENBG) | Laboratoire de physique des Deux infinis de Bordeaux (anciennement Centre d'études nucléaires de Bordeaux-Gradignan)         |                        | Bordeaux (Gradignan)          | |
| UMR5798    | LOMA                               | Laboratoire ondes et matière d'Aquitaine                                                                                     |                        | Bordeaux (Talence)            | |
| UMR5800    | LABRI                              | Laboratoire bordelais de recherche en informatique                                                                           |                        | Bordeaux (Talence)            | |
| UMR5801    | LCTS                               | Laboratoire des composites thermostructuraux                                                                                 |                        | Bordeaux (Pessac)             | |
| UMR5804    | LAB                                | Laboratoire d'astrophysique de Bordeaux                                                                                      |                        | Bordeaux                      | |
| UMR5805    | EPOC                               | Environnements et paléoenvironnements océaniques et continentaux                                                             |                        | Bordeaux (Pessac, Arcachon)   | |
| UMR5814    | LAPP                               | Laboratoire d'Annecy-le-Vieux de physique des particules                                                                     | IN2P3                  | Annecy le Vieux               | |
| UMR5815    |                                    | Dynamiques du droit |                        |                               | |
| UMR5819    | SPrAM                              | Structures et propriétés d'architectures moléculaires                                                                        |                        |                               | |
| UMR5820    | CERAG                              | Centre d'études et de recherches appliquées a la gestion                                                                     |                        |                               | |
| UMR5821    | LPSC                               | Laboratoire de physique subatomique et de cosmologie de Grenoble                                                             |                        | Grenoble                      | |
| UMR5822    | IPNL                               | Institut de physique nucléaire de Lyon                                                                                       |                        | Lyon                          | |
| UMR5824    | GATE                               | Groupe d'analyse et de théorie économique                                                                                    |                        |                               | |
| UMR6004    | LS2N                               | Laboratoire des sciences du numérique de Nantes                                                                              |                        |                               | |
| UMR6014    | COBRA                              | Chimie organique, bio-organique : réactivité et analyse                                                                      |                        |                               | |
| UMR6016    | LaMP                               | Laboratoire de météorologie physique                                                                                         |                        |                               | |
| UMR6022    | GEC                                | Génie enzymatique et cellulaire. Reconnaissance moléculaire et catalyse                                                      |                        |                               | |
| UMR6023    | LMGE                               | Microorganismes: génome et environnement environnement                                                                       |                        |                               | |
| UMR6024    | LAPSCO                             | Laboratoire de psychologie sociale et cognitive                                                                              |                        |                               | |
| UMR6031    | TREE                               | Transitions énergétiques et environnementales                                                                                |                        |                               | |
| UMR6034    |                                    | Archéosciences Bordeaux |                        | Bordeaux (Pessac)             | |
| UMR6049    | ThéMA                              | Théoriser et modéliser pour aménager                                                                                         |                        |                               | |
| UMR6051    |                                    | Arènes |                        |                               | |
| UMR6072    | GREYC                              | Groupe de recherche en informatique, image, automatique et instrumentation de Caen                                           |                        | Caen                          | |
| UMR6060    | BSE                                | Bordeaux sciences économiques                                                                                                |                        | Bordeaux (Pessac)             | |
| UMR6074    | IRISA                              | Institut de recherche en informatique et systèmes aléatoires                                                                 |                        |                               | |
| UMR6082    | FOTON                              | Fonctions optiques pour les technologies de l'information                                                                    |                        |                               | |
| UMR6085    | LMRS                               | Laboratoire de mathématiques Raphaël-Salem                                                                                   |                        |                               | |
| UMR6093    | LAREMA                             | Laboratoire angevin de recherche en mathématiques                                                                            |                        |                               | |
| UMR6112    | LPGN                               | Laboratoire de planétologie et géodynamique de Nantes                                                                        |                        | Nantes                        | |
| UMR6118    |                                    | Géosciences Rennes |                        |                               | |
| UMR6134    | SPE                                | Sciences pour l'environnement                                                                                                |                        |                               | |
| UMR6139    | LMNO                               | Laboratoire de mathématiques Nicolas-Oresme                                                                                  |                        |                               | |
| UMR6143    | M2C                                | Laboratoire de morpho-dynamique continentale et côtière                                                                      |                        |                               | |
| UMR6144    | GEPEA                              | Laboratoire de génie des procédés, environnement, agro-alimentaire                                                           |                        |                               | |
| UMR6158    | LIMOS                              | Laboratoire d'informatique, de modélisation et d'optimisation des systèmes                                                   |                        |                               | |
| UMR6164    | IETR                               | Institut d’électronique et de télécommunications de Rennes                                                                   |                        | Rennes                        | |
| UMR6174    | FEMTO-ST                           | Franche-Comté. Électronique, mécanique thermique, optique, sciences et technologies                                          |                        |                               | |
| UMR6183    | GeM                                | Institut de recherche en génie civil et mécanique                                                                            |                        | Nantes                        | |
| UMR6197    | LM2E                               | Laboratoire de microbiologie des environnements extrêmes                                                                     |                        |                               | |
| UMR6200    | MOLTECH ANJOU                      | Institut des sciences et technologies moléculaires d'Angers                                                                  |                        | Angers                        | |
| UMR6205    |                                    | Laboratoire de mathématiques de Bretagne-Atlantique                                                                          |                        |                               | |
| UMR6211    | CREM                               | Centre de recherche en économie et management                                                                                |                        | Rennes                        | |
| UMR6213    | UTINAM                             | Univers, transport, interfaces nanostructures, atmosphère et environnement, molécules                                        |                        |                               | |
| UMR6214    | BNMI                               | Biologie neurovasculaire et mitochondriale intégrée                                                                          |                        |                               | |
| UMR6226    |                                    | Institut des sciences chimiques de Rennes                                                                                    |                        |                               | |
| UMR6230    | CEISAM                             | Chimie et interdisciplinarité : synthèse, analyse, modélisation                                                              |                        |                               | |
| UMR6240    | LISA                               | Lieux, identités, espaces, activités                                                                                         | INSHS / INEE           | Corte                         | |
| UMR6241    | LINA                               | Laboratoire d'informatique de Nantes-Atlantique                                                                              |                        | Nantes                        | |
| UMR6249    | LCE                                | Chrono-environnement |                        |                               | |
| UMR6251    | IPR                                | Institut de physique de Rennes                                                                                               |                        |                               | |
| UMR6252    | CIMAP                              | Centre de recherche sur les ions, les matériaux et la photonique                                                             |                        |                               | |
| UMR6258    | CERHIO                             | Centre de recherche historique de l'Ouest                                                                                    |                        |                               | |
| UMR6262    | IODE                               | Institut de l'Ouest : droit et Europe                                                                                        |                        |                               | |
| UMR6265    | CSGA                               | Centre des sciences du goût et de l'alimentation                                                                             |                        |                               | |
| UMR6266    | IDEES                              | L'espace, de l'environnement et des sociétés                                                                                 |                        |                               | |
| UMR6270    |                                    | Polymères, biopolymères, surfaces                                                                                            |                        |                               | |
| UMR6273    | CRAHAM                             | Centre de recherches archéologiques et historiques anciennes et médiévales. Centre Michel-de-Boüard                          |                        | Caen                          | |
| UMR6279    | STMR                               | Sciences et technologies pour la maitrise des risques                                                                        |                        |                               | |
| UMR6282    |                                    | Biogéosciences |                        |                               | |
| UMR6283    | IMMM                               | Institut des molécules et matériaux du Mans                                                                                  |                        | Le Mans                       | |
| UMR6284    | ISIT                               | Image Sciences for Interventional Techniques                                                                                 |                        |                               | |
| UMR6285    | Lab-STICC                          | Laboratoire des sciences et techniques de l'information, de la communication et de la connaissance                           |                        |                               | |
| UMR6290    | IGDR                               | Institut de génétique et développement de Rennes                                                                             |                        | Rennes                        | |
| UMR6291    |                                    | Institut du thorax |                        | Nantes                        | |
| UMR6293    | GReD                               | Génétique, reproduction et développement                                                                                     |                        |                               | |
| UMR6294    | LOMC                               | Laboratoire d'ondes et milieux complexes                                                                                     |                        |                               | |
| UMR6295    | CREDIMI                            | Centre de recherche sur le droit des marchés et des investissements internationaux                                           |                        |                               | |
| UMR6296    | ICCF                               | Institut de chimie de Clermont-Ferrand                                                                                       |                        | Clermont-Ferrand              | |
| UMR6297    |                                    | Droit et changement social                                                                                                   |                        |                               | |
| UMR6298    | ARTeHIS                            | Archéologie, terre, histoire et sociétés                                                                                     |                        | Dijon                         | |
| UMR6299    | CRCI²NA                            | Centre de recherche en cancérologie et immunologie intégrée à Nantes et Angers                                               |                        | Nantes                        | |
| UMR6301    |                                    | Imagerie et stratégies thérapeutiques des pathologies cérébrales et tumorales                                                |                        |                               | |
| UMR6302    | ICMUB                              | Institut de chimie moléculaire de l'Université de Bourgogne                                                                  |                        |                               | |
| UMR6303    | ICB                                | Laboratoire interdisciplinaire Carnot de Bourgogne                                                                           | INP                    | Dijon                         | |
| UMR6306    | LE2I                               | Laboratoire d'électronique et d'informatique de l'image                                                                      |                        |                               | |
| UMR6308    | AMURE                              | Aménagement et usages des ressources et des espaces marins et littoraux                                                      | UBO, Ifremer, CNRS     | Brest                         | |
| UMR6310    | LLING                              | Laboratoire de linguistique de Nantes                                                                                        |                        |                               | |
| UMR6417    | LSM                                | Laboratoire souterrain de Modane                                                                                             |                        |                               | |
| UMR6457    | SUBATECH                           | Laboratoire de physique subatomique et des technologies associées                                                            |                        |                               | |
| UMR6502    | IMN                                | Institut des matériaux Jean-Rouxel                                                                                           |                        |                               | |
| UMR6506    | LCS                                | Laboratoire sur la catalyse et la spectrochimie                                                                              |                        |                               | |
| UMR6507    | LCMT                               | Laboratoire de chimie moléculaire et thio-organique                                                                          |                        |                               | |
| UMR6508    | CRISMAT                            | Laboratoire de cristallographie et sciences des matériaux                                                                    |                        |                               | |
| UMR6521    | CEMCA                              | Chimie, électrochimie moléculaires et chimie analytique                                                                      |                        |                               | |
| UMR6523    | LOPS                               | Laboratoire d'océanographie physique et spatiale                                                                             |                        |                               | |
| UMR6524    | LMV                                | Laboratoire sur les magmas et les volcans                                                                                    |                        |                               | |
| UMR6533    | LPC CLERMONT                       | Laboratoire de physique corpusculaire de Clermont-Ferrand                                                                    |                        |                               | |
| UMR6534    | LPC CAEN                           | Laboratoire de physique corpusculaire de Caen                                                                                |                        |                               | |
| UMR6538    | LGO                                | Laboratoire sur les géosciences et l'océan                                                                                   |                        |                               | |
| UMR6539    | LEMAR                              | Laboratoire des sciences de l'environnement marin                                                                            | INEE-INSU              | Plouzané                      | Fait partie des rares UMR du CNRS à avoir deux instituts de rattachement (pas un rattachement principal et un secondaire). Est aussi UMR195 de l'IRD. |
| UMR6552    | EthoS                              | Éthologie animale et humaine                                                                                                 |                        |                               | |
| UMR6553    | ECOBIO                             | Écosystèmes, biodiversité, évolution                                                                                         |                        |                               | |
| UMR6554    | LETG                               | Littoral, environnement, télédétection, géomatique                                                                           |                        |                               | |
| UMR6566    | CREAAH                             | Centre de recherches en archéologie, archéosciences et histoire                                                              |                        |                               | |
| UMR6583    | CRHQ                               | Centre de recherche d'histoire quantitative                                                                                  |                        |                               | |
| UMR6587    | CERDI                              | Centre d'études et de recherches en développement international                                                              |                        |                               | |
| UMR6597    | IRCCyN                             | Institut de recherche en communications et cybernétique de Nantes                                                            |                        | Nantes                        | |
| UMR6598    | LHEEA                              | Laboratoire de recherche en hydro dynamique, énergétique et environnement atmosphérique                                      |                        |                               | |
| UMR6602    | Institut Pascal                    | Institut Pascal sur les matériaux pour l'électronique et d'automatique                                                       |                        |                               | |
| UMR6607    | LTN                                | Laboratoire de thermocinétique de Nantes de Nantes                                                                           |                        |                               | |
| UMR6613    | LAUM                               | Laboratoire d'acoustique de l'Université du Maine                                                                            |                        |                               | |
| UMR6614    | CORIA                              | Complexe de recherche interprofessionnel en aérothermochimie                                                                 |                        |                               | |
| UMR6620    |                                    | Laboratoire de mathématiques                                                                                                 |                        |                               | |
| UMR6623    |                                    | Laboratoire de mathématiques de Besançon                                                                                     |                        |                               | |
| UMR6625    |                                    | Institut de recherche mathématique de Rennes                                                                                 |                        |                               | |
| UMR6629    |                                    | Laboratoire de mathématiques Jean Leray                                                                                      |                        |                               | |
| UMR6634    | GPM                                | Groupe de physique des matériaux                                                                                             |                        |                               | |
| UMR7005    | L.S.I.I.T                          | Laboratoire des sciences de l'image, de l'informatique et de la télédétection                                                |                        |                               | |
| UMR7006    | ISIS                               | Institut de science et d'ingénierie supramoléculaires                                                                        |                        |                               | |
| UMR7009    |                                    | Biologie du développement |                        |                               | |
| UMR7010    | INPHYNI                            | Institut de physique de Nice                                                                                                 | INP                    | Nice                          | Fondé en 2017 à la suite de la fusion entre l'INLN et le LPMC.                                                                                        |
| UMR7012    | PRISME                             | Politique, religion, institutions et sociétés : Mutations européennes                                                        |                        |                               | |
| UMR7018    | LPP                                | Laboratoire de phonétique et phonologie                                                                                      |                        |                               | |
| UMR7020    | LIS                                | Laboratoire d'informatique et systèmes                                                                                       |                        |                               | |
| UMR7023    | SFL                                | Structures formelles du langage                                                                                              |                        |                               | |
| UMR7030    | LIPN                               | Laboratoire d'informatique de Paris-Nord                                                                                     |                        |                               | |
| UMR7036    | CRM2                               | Cristallographie, résonance magnétique et modélisations                                                                      |                        |                               | |
| UMR7039    | C.R.A.N                            | Centre de recherche en automatique de Nancy                                                                                  |                        |                               | |
| UMR7041    | ArScAn                             | Archéologies et Sciences de l'Antiquité                                                                                      |                        | Nanterre                      | |
| UMR7044    | Archimède                          | Archéologie et histoire ancienne : Méditerranée et Europe                                                                    |                        | Strasbourg                    | |
| UMR7045    | L.P.C.S.                           | Laboratoire de physico-chimie des surfaces                                                                                   |                        |                               | |
| UMR7048    | CEVIPOF                            | Centre de recherches politiques de Sciences Po                                                                               |                        |                               | |
| UMR7049    | OSC                                | Observatoire sociologique du changement                                                                                      |                        |                               | |
| UMR7050    | CERI                               | Centre d'études et de recherches internationales                                                                             |                        |                               | |
| UMR7052    |                                    | Biomécanique et biomatériaux ostéo-articulaires                                                                              |                        |                               | |
| UMR7053    | L2CM                               | Laboratoire lorrain de chimie moléculaire                                                                                    | INC                    | Nancy                         | |
| UMR7055    |                                    | Préhistoire et technologie                                                                                                   |                        |                               | |
| UMR7057    | MSC                                | Laboratoire de matière et systèmes complexes                                                                                 |                        |                               | |
| UMR7061    | PRISM                              | Perception, représentations, image, son, musique                                                                             |                        | Marseille                     | |
| UMR7065    | IRAMAT                             | Institut de recherche sur les archéomatériaux                                                                                |                        | Belfort Orléans Saclay        | |
| UMR7069    | LinCS                              | Laboratoire interdisciplinaire en études culturelles/Lab for interdisciplinary cultural studies                              | INSHS                  | Strasbourg                    | Anciennement UMR7367 |
| UMR7070    | LM2N                               | Laboratoire des matériaux mésoscopiques et nanométriques                                                                     |                        |                               | |
| UMR7074    |                                    | Centre de théorie et analyse du droit                                                                                        |                        |                               | |
| UMR7075    | LADIR                              | Laboratoire de dynamique, interactions et réactivité                                                                         |                        |                               | |
| UMR7083    |                                    | GULLIVER |                        |                               | |
| UMR7084    | ESPCI                              | Synthèse organique et modélisation par apprentissage                                                                         |                        |                               | |
| UMR7086    | ITODYS                             | Interfaces, traitements, organisation et dynamique des systèmes                                                              |                        |                               | |
| UMR7088    | DRM                                | Dauphine, recherches en management                                                                                           |                        |                               | |
| UMR7089    | LIAFA                              | Laboratoire d'informatique algorithmique : fondements et applications                                                        |                        |                               | |
| UMR7092    |                                    | Laboratoire de physique moléculaire pour l'atmosphère et l'astrophysique                                                     |                        |                               | |
| UMR7093    | LOV                                | Laboratoire d'océanographie de Villefranche                                                                                  |                        |                               | |
| UMR7095    | IAP                                | Institut d'astrophysique de Paris                                                                                            |                        |                               | |
| UMR7099    | LBPCPM                             | Laboratoire de biologie physico-chimique des protéines membranaires                                                          |                        |                               | |
| UMR7102    | NPA                                | Neurobiologie des processus adaptatifs                                                                                       |                        |                               | |
| UMR7104    | IGBMC                              | Institut de génétique et de biologie moléculaire et cellulaire                                                               | INSB                   | Illkich-Graffenstaden         | |
| UMR7106    | CERSA                              | Centre d'études et de recherches de science administrative                                                                   |                        | Paris                         | |
| UMR7107    | LaCiTO                             | Langues et civilisations à tradition orale                                                                                   |                        |                               | |
| UMR7110    | LLF                                | Laboratoire de linguistique formelle                                                                                         |                        |                               | |
| UMR7114    | MoDyCo                             | Modèles, dynamiques, corpus                                                                                                  |                        |                               | |
| UMR7116    | CSO                                | Centre de sociologie des organisations                                                                                       |                        |                               | |
| UMR7117    | LHSP - AHC                         | Laboratoire d'histoire des sciences et de philosophie. Archives Henri-Poincaré                                               | INSHS                  | Nancy, Strasbourg             | |
| UMR7118    | ATILF                              | Analyse et traitement informatique de la langue française                                                                    |                        | Nancy                         | |
| UMR7122    | LMAM                               | Laboratoire de mathématiques et applications de Metz                                                                         |                        |                               | |
| UMR7126    | PPS                                | Preuves, programmes et systèmes                                                                                              |                        |                               | |
| UMR7130    | LAS                                | Laboratoire d'anthropologie sociale                                                                                          |                        |                               | |
| UMR7137    | LIMOS                              | Laboratoire des interactions entre micro-organismes, minéraux, matière organique dans les sols                               |                        |                               | |
| UMR7138    |                                    | Systématique, adaptation, évolution                                                                                          |                        |                               | |
| UMR7140    | CMC                                | Chimie de la matière complexe                                                                                                |                        |                               | |
| UMR7141    |                                    | Physiologie membranaire et moléculaire du chloroplaste                                                                       |                        |                               | |
| UMR7144    | AD2M                               | Adaptation et diversité en milieu marin                                                                                      | INEE                   | Roscoff                       | |
| UMR7146    | LIEBE                              | Laboratoire des interactions écotoxicologie, biodiversité, écosystèmes                                                       |                        |                               | |
| UMR7150    |                                    | Mer et santé |                        |                               | |
| UMR7152    | LPPA                               | Laboratoire de physiologie de la perception et de l'action                                                                   |                        |                               | |
| UMR7154    | IPGP                               | Institut de physique du globe de Paris                                                                                       |                        |                               | |
| UMR7156    | GMGM                               | Génétique moléculaire, génomique et microbiologie                                                                            |                        |                               | |
| UMR7158    | AIM                                | Astrophysique, instrumentation, modélisation                                                                                 |                        |                               | |
| UMR7159    | LOCEAN                             | Laboratoire d'océanographie et du climat                                                                                     | INSU                   | Paris                         | |
| UMR7161    | LIX                                | Laboratoire d'informatique de l'École polytechnique                                                                          |                        |                               | |
| UMR7162    | MPQ                                | Laboratoire sur les matériaux et les phénomènes quantiques                                                                   |                        |                               | |
| UMR7163    | InESS                              | Institut d'électronique du solide et des systèmes                                                                            |                        |                               | |
| UMR7164    | APC                                | Astroparticule et cosmologie                                                                                                 |                        |                               | |
| UMR7167    | MMC                                | Matière molle et chimie |                        |                               | |
| UMR7170    | IRISSO                             | Laboratoire interdisciplinaire en sciences sociales                                                                          |                        |                               | |
| UMR7172    | ARIAS                              | Atelier de recherche sur l'intermédialité et les arts du spectacle                                                           |                        |                               | |
| UMR7174    | IRDEP                              | Institut de recherche et développement sur l'énergie photovoltaïque                                                          |                        |                               | |
| UMR7176    | PREG                               | Pôle de recherche en économie et gestion de l'École polytechnique                                                            |                        |                               | |
| UMR7177    |                                    | Institut de chimie de Strasbourg                                                                                             |                        |                               | |
| UMR7178    | IPHC                               | Institut pluridisciplinaire Hubert-Curien                                                                                    |                        |                               | |
| UMR7179    |                                    | Mécanismes adaptatifs : des organismes aux communautés                                                                       |                        |                               | |
| UMR7182    | ICMPE                              | Institut de chimie et des matériaux Paris-Est                                                                                |                        |                               | |
| UMR7184    |                                    | Institut d'histoire du droit                                                                                                 |                        |                               | |
| UMR7185    | CSI                                | Centre de sociologie de l'innovation                                                                                         |                        |                               | |
| UMR7186    | LESC                               | Laboratoire d'ethnologie et de sociologie comparative                                                                        |                        |                               | |
| UMR7187    |                                    | Lexiques, dictionnaires, informatique                                                                                        |                        |                               | |
| UMR7190    |                                    | Institut Jean-Le-Rond-d'Alembert                                                                                             |                        |                               | |
| UMR7192    |                                    | Proche-Orient, Caucase : langues, archéologie, cultures                                                                      |                        |                               | |
| UMR7193    | iSTeP                              | Institut des Sciences de la Terre de Paris                                                                                   |                        |                               | |
| UMR7194    |                                    | Histoire naturelle de l'Homme préhistorique                                                                                  |                        |                               | |
| UMR7195    | PECSA                              | Colloïdes et sciences analytiques                                                                                            |                        |                               | |
| UMR7196    | M.N.H.N                            | Acides nucléiques : dynamique, ciblage, et fonctions biologiques                                                             |                        |                               | |
| UMR7197    | LRS                                | Laboratoire de réactivité de surface                                                                                         |                        |                               | |
| UMR7198    | IJL                                | Institut Jean-Lamour | INC                    | Nancy                         | |
| UMR7199    |                                    | Laboratoire de conception et application de molécules bioactives                                                             |                        |                               | |
| UMR7200    |                                    | Laboratoire d'innovation thérapeutique                                                                                       |                        |                               | |
| UMR7201    | IPCM                               | Institut parisien de chimie moléculaire                                                                                      |                        |                               | |
| UMR7202    | LMCM                               | Cosmochimie du Muséum |                        |                               | |
| UMR7203    |                                    | Laboratoire des biomolécules                                                                                                 |                        |                               | |
| UMR7204    |                                    | Conservation des espèces, suivi et restauration des populations                                                              |                        |                               | |
| UMR7205    | ISyEB                              | Institut de systématique, évolution et biodiversité                                                                          |                        | Paris                         | |
| UMR7206    |                                    | Éco-anthropologie et ethnobiologie                                                                                           |                        |                               | |
| UMR7207    | CR2P                               | Centre de recherche en paléontologie de Paris                                                                                |                        | Paris                         | |
| UMR7208    |                                    | Biologie des organismes et écosystèmes écosystèmes aquatiques                                                                |                        |                               | |
| UMR7209    |                                    | Archéozoologie, archéobotanique : sociétés, pratiques et environnements                                                      |                        |                               | |
| UMR7210    |                                    | Institut de la vision |                        |                               | |
| UMR7211    |                                    | Immunologie, immunopathologie immunothérapeutique                                                                            |                        |                               | |
| UMR7212    |                                    | Pathologie et virologie moléculaire                                                                                          |                        |                               | |
| UMR7213    |                                    | Laboratoire de biophotonique et pharmacologie                                                                                |                        |                               | |
| UMR7214    | AREMS                              | ARN-RNP, ion, enzymologie moléculaire et structurale                                                                         |                        |                               | |
| UMR7215    |                                    | Thérapie des maladies du muscle strié                                                                                        |                        |                               | |
| UMR7216    |                                    | Centre épigénétique et destin cellulaire                                                                                     |                        |                               | |
| UMR7217    | CRESPPA                            | Centre de recherches sociologiques et politiques de Paris                                                                    |                        |                               | |
| UMR7218    | LAVUE                              | Laboratoire sur l'architecture, la ville, l'urbanisme et l'environnement                                                     |                        |                               | |
| UMR7219    | SPHERE                             | Laboratoire de sciences, de philosophie et d'histoire                                                                        |                        |                               | |
| UMR7221    |                                    | Évolution des régulations endocriniennes endocriniennes                                                                      |                        |                               | |
| UMR7222    | ISIR                               | Institut des systèmes intelligents et de robotique                                                                           | INSIS                  | Paris                         | |
| UMR7223    |                                    | Laboratoire Charles-Friedel                                                                                                  |                        |                               | |
| UMR7224    |                                    | Physiopathologie des maladies du système nerveux central                                                                     |                        |                               | |
| UMR7225    | ICM                                | Institut du cerveau | INSB                   | Paris                         | Anciennement Centre de recherche de l'Institut du Cerveau et de la Moelle épinière Unité Inserm U1127                                                 |
| UMR7227    | CREDA                              | Centre de recherche et de documentation documentation des Amériques                                                          |                        |                               | |
| UMR7231    | POEMS                              | Propagation des ondes : étude mathématique et simulation                                                                     |                        |                               | |
| UMR7232    | BIOM                               | Biologie intégrative des organismes mari marins                                                                              |                        |                               | |
| UMR7234    | CEPN                               | Centre d'économie de Paris-Nord                                                                                              |                        |                               | |
| UMR7235    |                                    | ÉconomiX |                        |                               | |
| UMR7236    | CSE                                | Cultures et sociétés en Europe                                                                                               |                        |                               | |
| UMR7237    | LINC                               | Laboratoire d'imagerie et de neurosciences cognitives                                                                        |                        |                               | |
| UMR7238    |                                    | Génomique des microorganismes                                                                                                |                        |                               | |
| UMR7239    | LEM3                               | Laboratoire d'étude des microstructures et de mécanique des matériaux                                                        |                        |                               | |
| UMR7241    | CIRB                               | Centre interdisciplinaire de recherche en biologie                                                                           |                        |                               | |
| UMR7242    | BSC                                | Biotechnologie et signalisation cellulaire                                                                                   |                        |                               | |
| UMR7243    | LAMSADE                            | Laboratoire d'analyse et modélisation de systèmes pour l'aide à la décision                                                  |                        |                               | |
| UMR7244    | CSPBAT                             | Chimie, structures, propriétés de biomatériaux et d'agents thérapeutiques                                                    |                        |                               | |
| UMR7245    | MCAM                               | Molécules de communication et adaptation des microorganismes                                                                 |                        |                               | |
| UMR7246    | MADIREL                            | Matériaux divisés, interfaces, réactivité, électrochimie                                                                     |                        |                               | |
| UMR7247    | PRC                                | Physiologie de la reproduction et des comportements                                                                          |                        |                               | |
| UMR7248    | LEAT                               | Laboratoire d'électronique antenne et télécommunications                                                                     |                        |                               | |
| UMR7249    | InstitutFresnel                    | Institut Fresnel |                        |                               | |
| UMR7250    | ARTEMIS                            | Astrophysique relativiste, théories, expériences, métrologie, instrumentation, signaux                                       |                        |                               | |
| UMR7252    | XLIM                               | XLIM |                        |                               | |
| UMR7253    | HEUDIASYC                          | Heuristique et diagnostic des systèmes complexes                                                                             |                        |                               | |
| UMR7254    | ISA                                | Institut Sophia Agrobiotech végétale                                                                                         |                        |                               | |
| UMR7255    | LISM                               | Laboratoire d'ingénierie des systèmes macromoléculaires                                                                      |                        |                               | |
| UMR7256    | IGS                                | Information génomique et structurale                                                                                         |                        |                               | |
| UMR7257    | AFMB                               | Architecture et fonction des macro macromolécules biologiques                                                                |                        |                               | |
| UMR7258    | CRCM                               | Centre de recherche en cancérologie de Marseille                                                                             |                        |                               | |
| UMR7259    | NICN                               | Neurobiologie des interactions cellulaires et neurophysiopathologie                                                          |                        |                               | |
| UMR7260    |                                    | Neurosciences intégratives et adaptatives                                                                                    |                        |                               | |
| UMR7261    | IRBI                               | Institut de recherche sur la biologie de l'insecte                                                                           |                        |                               | |
| UMR7262    | IPHEP                              | Institut de paléoprimatologie, paléontologie humaine : évolution et paléoenvironnements                                      |                        |                               | |
| UMR7263    | IMBE                               | Institut méditerranéen de biodiversité et d'écologie marine et continentale                                                  |                        |                               | |
| UMR7264    | CEPAM                              | Cultures et environnements. préhistoire, antiquité, moyen âge                                                                |                        | Sophia Antipolis              | |
| UMR7265    | BVME                               | Biologie végétale et microbiologie environnementales                                                                         |                        |                               | |
| UMR7266    | LIENSs                             | Littoral, environnement et société                                                                                           |                        | Université de La Rochelle     | |
| UMR7267    | EBI                                | Écologie et biologie des interactions actions                                                                                |                        |                               | |
| UMR7268    | ADES                               | Anthropologie bio-culturelle, droit, éthique et santé                                                                        |                        |                               | |
| UMR7269    | LAMPEA                             | Laboratoire méditerranéen de préhistoire Europe-Afrique                                                                      |                        |                               | |
| UMR7270    | LLL                                | Laboratoire ligérien de linguistique                                                                                         |                        |                               | |
| UMR7271    | I3S                                | Laboratoire sur l'informatique, les signaux et les systèmes                                                                  |                        | Sophia Antipolis              | |
| UMR7272    |                                    | Institut de chimie de Nice                                                                                                   |                        |                               | |
| UMR7273    |                                    | Institut de chimie radicalaire                                                                                               |                        |                               | |
| UMR7275    | IPMC                               | Institut de pharmacologie moléculaire et cellulaire                                                                          |                        |                               | |
| UMR7276    | CRIBL                              | Contrôle des réponses immunes B et réponse immune et des lymphoproliférations                                                |                        |                               | |
| UMR7277    | IBDC                               | Institut de biologie du développement et cancer                                                                              |                        |                               | |
| UMR7278    | URMITE                             | Unité de recherche sur les maladies infectieuses et tropicales émergentes                                                    |                        |                               | |
| UMR7279    | LIF                                | Laboratoire d'informatique fondamentale de Marseille                                                                         |                        |                               | |
| UMR7280    | CIML                               | Centre d'immunologie de Marseille Luminy                                                                                     |                        |                               | |
| UMR7281    | BIP                                | Bioénergétique et ingénierie des protéines                                                                                   |                        |                               | |
| UMR7282    | EIPL                               | Laboratoire d'enzymologie interfaciale et de physiologie de la lipolyse                                                      |                        |                               | |
| UMR7283    | LCB                                | Laboratoire de chimie bactérienne                                                                                            |                        |                               | |
| UMR7284    |                                    | Centre sur le cancer et le vieillissement                                                                                    |                        |                               | |
| UMR7285    | IC2MP                              | Institut de chimie des milieux et des matériaux de Poitiers                                                                  |                        |                               | |
| UMR7286    | CRN2M                              | Centre de recherche en neurophysiologie de Marseille                                                                         |                        |                               | |
| UMR7287    | ISM                                | Institut des sciences du mouvement. Institut Étienne-Jules-Marey                                                             |                        |                               | |
| UMR7288    | IBDML                              | Institut de biologie du développement de Marseille-Luminy                                                                    |                        |                               | |
| UMR7289    | INT                                | Institut des neurosciences de la Timone                                                                                      | INSB                   | Marseille                     | Création en 2012. |
| UMR7290    | LPC                                | Laboratoire de psychologie cognitive                                                                                         |                        |                               | |
| UMR7291    | LNC                                | Laboratoire de neurosciences cognitives                                                                                      |                        |                               | |
| UMR7292    |                                    | Génétique, immunothérapie, chimie et cancer                                                                                  |                        |                               | |
| UMR7293    |                                    | Laboratoire J.-L.-Lagrange                                                                                                   |                        |                               | |
| UMR7294    | MIO                                | Institut méditerranéen d'océanographie                                                                                       |                        |                               | |
| UMR7295    | CeRCA                              | Centre de recherches sur la cognition et l'apprentissage                                                                     |                        |                               | |
| UMR7296    | LSIS                               | Laboratoire des sciences de l'information et des systèmes                                                                    |                        |                               | |
| UMR7297    |                                    | Textes et documents de la Méditerranée antique et médiévale (Centre Paul-Albert-Février)                                     |                        |                               | |
| UMR7298    | LA3M                               | Laboratoire d'archéologie médiévale et moderne en Méditerranée                                                               |                        |                               | |
| UMR7299    | CCJ                                | Centre Camille-Jullian |                        | Aix-Marseille                 | |
| UMR7300    | ESPACE                             | Études des structures, des processus d'adaptation et des changements de l'espace                                             |                        |                               | |
| UMR7301    | MIGRINTER                          | Migrations internationales, espace espaces et sociétés                                                                       |                        |                               | |
| UMR7302    | CESCM                              | Centre d'études supérieures de civilisation médiévale                                                                        |                        | Poitiers                      | |
| UMR7303    | TELEMME                            | Temps, espaces, langages europe méridionale méditerranée                                                                     |                        | Aix-Marseille                 | |
| UMR7304    | CEPERC                             | Centre d'épistémologie et ergologie comparatives                                                                             |                        |                               | |
| UMR7305    | LAMES                              | Laboratoire méditerranéen de sociologie                                                                                      |                        |                               | |
| UMR7306    | IrAsia                             | Institut de Recherches Asiatiques sud-est asiatique                                                                          |                        |                               | |
| UMR7307    | IDEMEC                             | Institut d'ethnologie méditerranéenne, européenne et comparative comparative                                                 |                        |                               | |
| UMR7308    | CREDO                              | Centre de recherche et de document documentation sur l'Océanie                                                               |                        |                               | |
| UMR7309    | LPL                                | Laboratoire sur la parole et le langage                                                                                      |                        |                               | |
| UMR7310    | IREMAM                             | Institut de recherches et d'études sur le monde arabe et musulman                                                            |                        | Aix-Marseille                 | |
| UMR7311    | ICOA                               | Institut de chimie organique et analytique                                                                                   |                        |                               | |
| UMR7312    |                                    | Institut de chimie moléculaire de Reims                                                                                      |                        |                               | |
| UMR7313    | ISM2                               | Institut des sciences moléculaires de Marseille                                                                              |                        |                               | |
| UMR7314    | LRCS                               | Laboratoire de réactivité et chimie des solides                                                                              |                        |                               | |
| UMR7315    | SPCTS                              | Science des procédés céramiques et de traitements de surface                                                                 |                        |                               | |
| UMR7316    | GREQAM                             | Groupement de recherche en économie quantitative d'Aix-Marseille                                                             |                        |                               | |
| UMR7317    | LEST                               | Laboratoire d'économie et de sociologie du travail                                                                           |                        |                               | |
| UMR7318    |                                    | Droit public comparé - Droit international et Droit européen                                                                 |                        |                               | |
| UMR7319    | CURAPP-ESS                         | Centre universitaire de recherches sur l'action publique & le politique, épistémologie et sciences sociales                  |                        |                               | |
| UMR7320    | BCL                                | Bases corpus et langage |                        |                               | |
| UMR7321    | GREDEG                             | Groupe de recherche en droit, économie et gestion                                                                            |                        |                               | |
| UMR7322    | LEO                                | Laboratoire d'économie d'Orléans                                                                                             |                        |                               | |
| UMR7323    | CESR                               | Centre d'études supérieures de la Renaissance                                                                                |                        |                               | |
| UMR7324    | CITERES                            | Cités, territoires, environnement sociétés                                                                                   |                        |                               | |
| UMR7325    | CINaM                              | Centre interdisciplinaire de nanoscience de Marseille                                                                        |                        |                               | |
| UMR7326    | LAM                                | Laboratoire d'astrophysique de Marseille                                                                                     | INSU                   | Marseille                     | |
| UMR7327    | ISTO                               | Institut des Sciences de la Terre d'Orléans                                                                                  |                        |                               | |
| UMR7328    | LPC2E                              | Laboratoire de physique et chimie de l'environnement et de l'espace                                                          |                        |                               | |
| UMR7329    | GEOAZUR                            | GEOAZUR |                        |                               | |
| UMR7330    | CEREGE                             | Centre européen de recherche et d'enseignement de géosciences de l'environnement                                             |                        |                               | |
| UMR7331    | GSMA                               | Groupe de spectrométrie moléculaire et atmosphérique                                                                         | INP/INSU               | Reims                         | |
| UMR7332    | CPT                                | Centre de physique théorique                                                                                                 |                        |                               | |
| UMR7333    |                                    | Adhésion et inflammation |                        |                               | |
| UMR7334    | IM2NP                              | Institut des matériaux, de microélectronique et des nanosciences de Provence                                                 |                        |                               | |
| UMR7335    | INLN                               | Institut non linéaire de Nice                                                                                                |                        | Sophia Antipolis              | N'existe plus depuis 2017 |
| UMR7336    | LPMC                               | Laboratoire de physique de la matière condensée                                                                              |                        |                               | N'existe plus depuis 2017 |
| UMR7337    |                                    | Laboratoire Roberval. Unité de recherche en mécanique acoustique et matériaux                                                |                        |                               | |
| UMR7338    |                                    | Biomécanique et bioingénierie                                                                                                |                        |                               | |
| UMR7339    | CRMBM                              | Centre de résonance magnétique biologique et médicale                                                                        |                        |                               | |
| UMR7340    | M2P2                               | Laboratoire de mécanique, modélisation et procédés propres                                                                   |                        |                               | |
| UMR7341    | LP3                                | Laboratoire sur les lasers, plasmas et procédés photoniques                                                                  |                        |                               | |
| UMR7342    | IRPHE                              | Institut de recherche sur les phénomènes hors équilibre                                                                      |                        |                               | |
| UMR7343    | IUSTI                              | Institut universitaire des systèmes thermiques industriels                                                                   |                        |                               | |
| UMR7344    | GREMI                              | Groupe de recherches sur l'énergétique des milieux ionisés                                                                   |                        |                               | |
| UMR7345    | P2IM                               | Physique des interactions ioniques et moléculaires                                                                           |                        |                               | |
| UMR7346    | CPPM                               | Centre de physique des particules de Marseille                                                                               |                        |                               | |
| UMR7347    | GREMAN                             | Groupe de recherche en matériaux, microélectronique, acoustique et nanotechnologie                                           |                        |                               | |
| UMR7348    |                                    | Laboratoire de mathématiques et applications                                                                                 |                        |                               | |
| UMR7349    | MAPMO                              | Laboratoire de mathématiques, analyse, probabilités, modélisation d'Orléans                                                  |                        |                               | |
| UMR7350    | LMPT                               | Laboratoire de mathématiques et physique théorique                                                                           |                        |                               | |
| UMR7351    |                                    | Laboratoire Jean-Alexandre-Dieudonné                                                                                         |                        |                               | |
| UMR7352    | LAMFA                              | Laboratoire amiénois de mathématique fondamentale et appliquée                                                               |                        |                               | |
| UMR7353    | LATP                               | Laboratoire d'analyse, topologie, probabilités                                                                               |                        |                               | |
| UMR7354    | DRES                               | Droit, religion, entreprise et société                                                                                       |                        |                               | |
| UMR7355    | INEM                               | Immunologie et neurogénétique expérimentales moléculaires                                                                    |                        |                               | |
| UMR7356    | LaSIE                              | Laboratoire des sciences de l’ingénieur pour l’environnement                                                                 |                        |                               | |
| UMR7357    | ICUBE                              | Laboratoire des sciences de l'ingénieur, de l'informatique et de l'imagerie                                                  |                        |                               | |
| UMR7359    |                                    | Laboratoire GeoRessources |                        |                               | |
| UMR7361    | IS2M                               | Institut de science des matériaux de Mulhouse                                                                                |                        |                               | |
| UMR7375    | LCPM                               | Laboratoire de chimie-physique macromoléculaire                                                                              |                        |                               | |
| UMR7501    | IRMA                               | Institut de recherche mathématique avancée                                                                                   |                        |                               | |
| UMR7502    | IECL                               | Institut Élie-Cartan de Lorraine                                                                                             |                        |                               | |
| UMR7503    | LORIA                              | Laboratoire lorrain de recherche en informatique et ses applications                                                         |                        |                               | |
| UMR7504    | IPCMS                              | Institut de physique et chimie des matériaux de Strasbourg                                                                   |                        |                               | |
| UMR7509    |                                    | Chimie moléculaire |                        |                               | |
| UMR7515    | LMSPC                              | Laboratoire des matériaux, surfaces et procédés pour la catalyse                                                             |                        |                               | |
| UMR7516    | IPGS                               | Institut de physique du globe de Strasbourg                                                                                  |                        |                               | |
| UMR7517    | LHyGeS                             | Laboratoire d'hydrologie et de géochimie de Strasbourg                                                                       |                        |                               | |
| UMR7522    | BETA                               | Bureau d'économie théorique et appliquée                                                                                     |                        |                               | |
| UMR7528    |                                    | Mondes iranien et indien |                        |                               | |
| UMR7533    | LADYSS                             | Laboratoire dynamiques sociales et recomposition des espaces                                                                 |                        |                               | |
| UMR7534    | CEREMADE                           | Centre de recherche en mathématiques de la décision                                                                          |                        |                               | |
| UMR7538    | LPL                                | Laboratoire de physique des lasers                                                                                           |                        |                               | |
| UMR7539    | LAGA                               | Laboratoire analyse géométrie et applications                                                                                |                        |                               | |
| UMR7550    |                                    | Observatoire astronomique de Strasbourg                                                                                      |                        |                               | |
| UMR7561    |                                    | Physiopathologie, pharmacologie et ingénierie articulaires                                                                   |                        |                               | |
| UMR7563    | LEMTA                              | Laboratoire d'énergétique et de mécanique théorique et appliquée                                                             |                        |                               | |
| UMR7564    | LCPME                              | Laboratoire de chimie physique et microbiologie pour l'environnement                                                         |                        |                               | |
| UMR7565    | LSRSMC                             | Laboratoire structure et réactivité des systèmes moléculaires complexes                                                      |                        |                               | |
| UMR7566    | G2R                                | Géologie et gestion des ressources minérales et énergétiques                                                                 |                        |                               | |
| UMR7569    | LEM                                | Laboratoire environnement et minéralurgie                                                                                    |                        |                               | |
| UMR7574    |                                    | Chimie de la matière condensée de Paris                                                                                      |                        |                               | |
| UMR7575    | LECIME                             | Laboratoire d'électrochimie, chimie des interfaces et modélisation pour l'énergie                                            |                        |                               | |
| UMR7583    | LISA                               | Laboratoire inter-universitaire des systèmes atmosphériques                                                                  |                        |                               | |
| UMR7585    | LPNHE                              | Laboratoire physique nucléaire et hautes hautes énergies                                                                     |                        |                               | |
| UMR7586    | IMJ                                | Institut de mathématiques de Jussieu                                                                                         |                        |                               | |
| UMR7587    | LOA                                | Institut Langevin sur les ondes et les images                                                                                |                        |                               | |
| UMR7588    | INSP                               | Institut des nanosciences de Paris                                                                                           |                        |                               | |
| UMR7589    |                                    | Laboratoire de physique théorique et hautes énergies                                                                         |                        |                               | |
| UMR7590    | IMPMC                              | Institut de minéralogie, de physique des matériaux et de cosmochimie                                                         |                        |                               | |
| UMR7591    |                                    | Laboratoire d'électrochimie moléculaire                                                                                      |                        |                               | |
| UMR7592    | IJM                                | Institut Jacques-Monod |                        |                               | |
| UMR7597    | HTL                                | Histoire des théories linguistiques                                                                                          |                        |                               | |
| UMR7598    | LJLL                               | Laboratoire Jacques-Louis-Lions                                                                                              |                        |                               | |
| UMR7599    | LPMA                               | Laboratoire de probabilités et modèles aléatoires                                                                            |                        |                               | |
| UMR7600    | LPTMC                              | Laboratoire de physique théorique de la matière condensée                                                                    |                        |                               | |
| UMR7605    | LULI                               | Laboratoire pour l'utilisation des lasers intenses                                                                           |                        |                               | |
| UMR7606    | LIP6                               | Laboratoire d'informatique de Paris 6                                                                                        |                        |                               | |
| UMR7608    | FAST                               | Fluides, automatique et systèmes thermiques                                                                                  |                        |                               | |
| UMR7610    |                                    | Chimie des polymères |                        |                               | |
| UMR7614    | LCPMR                              | Laboratoire de chimie-physique matière et rayonnement                                                                        |                        |                               | |
| UMR7615    |                                    | Physicochimie des polymères et des milieux dispersés                                                                         |                        |                               | |
| UMR7616    | LCT                                | Laboratoire de chimie théorique                                                                                              |                        |                               | |
| UMR7618    | BIOEMCO                            | Biogéochimie et écologie des milieux continentaux                                                                            |                        |                               | |
| UMR7619    | METIS                              | Milieux environnementaux, transferts et interactions dans les hydrosystèmes et les sols                                      | INEE INSU              | Paris                         | Anciennement SISYPHE |
| UMR7621    | LOMIC                              | Laboratoire d'océanographie microbienne                                                                                      |                        |                               | |
| UMR7622    |                                    | Biologie du développement |                        |                               | |
| UMR7623    |                                    | Laboratoire d'imagerie paramétrique                                                                                          |                        |                               | |
| UMR7625    |                                    | Écologie et évolution |                        |                               | |
| UMR7633    | CDM                                | Centre des matériaux |                        |                               | |
| UMR7635    | CEMEF                              | Centre de mise en forme des matériaux                                                                                        |                        |                               | |
| UMR7636    | PMMH                               | Laboratoire de physique et mécanique des milieux hétérogènes                                                                 |                        |                               | |
| UMR7637    |                                    | Laboratoire de neurobiologie                                                                                                 |                        |                               | |
| UMR7638    | LLR                                | Laboratoire Leprince-Ringuet                                                                                                 |                        |                               | |
| UMR7639    | LOA                                | Laboratoire d'optique appliquée                                                                                              |                        |                               | |
| UMR7640    | CMLS                               | Centre de mathématiques Laurent-Schwartz                                                                                     |                        |                               | |
| UMR7641    | CMAP                               | Centre de mathématiques appliquées                                                                                           |                        |                               | |
| UMR7642    | LSI                                | Laboratoire des solides irradiés                                                                                             |                        |                               | |
| UMR7643    | PMC                                | Laboratoire de physique de la matière condensée                                                                              |                        |                               | |
| UMR7644    | CPHT                               | Centre de physique théorique                                                                                                 |                        |                               | |
| UMR7645    | LOB                                | Laboratoire d'optique et biosciences                                                                                         |                        |                               | |
| UMR7646    | LadHyX                             | Laboratoire d'hydrodynamique de l'École polytechnique                                                                        |                        |                               | |
| UMR7647    | LPICM                              | Laboratoire de physique des interfaces et des couches minces                                                                 |                        |                               | |
| UMR7648    | LPP                                | Laboratoire de physique des plasmas                                                                                          |                        |                               | |
| UMR7649    | LMS                                | Laboratoire de mécanique des solides                                                                                         |                        |                               | |
| UMR7651    | DCMR                               | Laboratoire des mécanismes réactionnels                                                                                      |                        |                               | |
| UMR7652    | LSO                                | Laboratoire de synthèse organique                                                                                            | École polytechnique    | Palaiseau                     | |
| UMR7653    | DCPH                               | Laboratoire hétéroéléments et coordination                                                                                   |                        |                               | |
| UMR7654    | BIOC                               | Laboratoire de biochimie |                        |                               | |
| UMR7656    | CREA                               | Centre de recherche en épistémologie appliquée                                                                               |                        |                               | |
| UMR8000    | LCP                                | Laboratoire de chimie-physique                                                                                               |                        |                               | |
| UMR8005    | LBM                                | Laboratoire de biomécanique                                                                                                  |                        |                               | |
| UMR8006    | PIMM                               | Laboratoire de procédés et ingénierie en mécanique et matériaux                                                              |                        |                               | |
| UMR8015    |                                    | Laboratoire de cristallographie et RMN biologiques                                                                           |                        |                               | |
| UMR8019    | CLERSE                             | Centre lillois d'études et de recherches sociologiques et économiques                                                        |                        | Lille                         | |
| UMR8022    | LIFL                               | Laboratoire d'informatique fondamentale de Lille                                                                             |                        |                               | |
| UMR8023    | LPENS                              | Laboratoire de physique de l'École normale supérieure                                                                        | INP                    | Paris                         | |
| UMR8024    | LDSMM                              | Laboratoire de dynamique et structures des matériaux moléculaires                                                            |                        |                               | |
| UMR8025    | CHJ                                | Centre d'histoire judiciaire                                                                                                 | INSHS                  | Lille                         | |
| UMR8026    | CERAPS                             | Centre d'études et de recherches administratives, politiques et sociales                                                     | INSHS                  | Lille                         | |
| UMR8028    | IMCCE                              | Institut de mécanique céleste et de calcul des éphémérides                                                                   |                        |                               | |
| UMR8029    | SATIE                              | Systèmes et applications des technologies de l'information et de l'énergie                                                   |                        |                               | |
| UMR8030    |                                    | Génomique métabolique |                        |                               | |
| UMR8032    | CETOBAC                            | Centre d'études turques, ottomanes, balkaniques et centreasiatiques                                                          |                        |                               | |
| UMR8035    | CSE                                | Centre de sociologie européenne                                                                                              |                        |                               | |
| UMR8036    | CESPRA                             | Centre d'études sociologiques et politiques Raymond-Aron                                                                     |                        |                               | |
| UMR8041    | CeRMI                              | Centre de recherches sur le monde iranien                                                                                    |                        | Paris                         | |
| UMR8049    | LIGM                               | Laboratoire d'informatique Gaspard-Monge                                                                                     |                        |                               | |
| UMR8050    | LAMA                               | Laboratoire d'analyse et de mathématiques appliquées                                                                         |                        |                               | |
| UMR8051    | ETIS                               | Équipe sur le traitement de l'information et les systèmes                                                                    |                        |                               | |
| UMR8053    | LC2S                               | Laboratoire caribéen de sciences sociales                                                                                    |                        | Schœlcher                     | |
| UMR8058    |                                    | Centre d'histoire sociale du XXe siècle                                                                                      |                        |                               | |
| UMR8061    |                                    | Centre Léon-Robin de recherche sur la pensée antique                                                                         |                        |                               | |
| UMR8066    | IHMC                               | Institut d'histoire moderne et contemporaine                                                                                 |                        |                               | |
| UMR8070    | CERLIS                             | Centre de recherche sur les liens sociaux                                                                                    |                        |                               | |
| UMR8071    |                                    | Statistique et génome |                        |                               | |
| UMR8076    |                                    | Biomolécules : conception, isolement, synthèse                                                                               |                        |                               | |
| UMR8079    | ESE                                | Écologie, systématique et évolution                                                                                          |                        |                               | |
| UMR8081    | IR4M                               | Imagerie par résonance magnétique médicale et multi-modalités                                                                |                        |                               | |
| UMR8083    |                                    | Centre d'études des mondes russe, caucasien et centre-européen                                                               |                        |                               | |
| UMR8085    | PRINTEMPS                          | Professions, institutions, temporalités                                                                                      |                        |                               | |
| UMR8088    |                                    | Analyse, géométrie et modélisation                                                                                           |                        |                               | |
| UMR8089    | LPTM                               | Laboratoire de physique théorique et modélisation                                                                            |                        |                               | |
| UMR8094    | LATTICE                            | Langues, textes, traitements informatiques, cognition                                                                        |                        |                               | |
| UMR8096    | ARCHAM                             | Archéologie des Amériques |                        | Paris                         | |
| UMR8097    | CMH                                | Centre Maurice-Halbwachs |                        |                               | |
| UMR8100    | LMV                                | Laboratoire de mathématiques de Versailles                                                                                   |                        |                               | |
| UMR8101    | LPCA                               | Laboratoire de physico-chimie de l'atmosphère                                                                                |                        |                               | |
| UMR8102    | LUTH                               | Laboratoire de l'univers et de ses théories                                                                                  |                        |                               | |
| UMR8103    |                                    | Unité mixte de recherche en droit comparé                                                                                    |                        |                               | |
| UMR8104    |                                    | Institut Cochin |                        |                               | |
| UMR8105    | LACy                               | Laboratoire de l'atmosphère et des cyclones                                                                                  |                        |                               | |
| UMR8107    | LML                                | Laboratoire de mécanique de Lille                                                                                            |                        |                               | |
| UMR8109    | LESIA                              | Laboratoire d'études spatiales et d'instrumentation en astrophysique                                                         |                        |                               | |
| UMR8111    | GEPI                               | Galaxies, étoiles, physique, instrumentation                                                                                 |                        |                               | |
| UMR8112    | LERMA                              | Laboratoire d'études du rayonnement et de la matière en astrophysique et atmosphères                                         | INSU                   | Paris                         | |
| UMR8113    | LBPA                               | Laboratoire de biologie et pharmacologie pharmacologie appliquée                                                             |                        |                               | |
| UMR8118    |                                    | Laboratoire de physiologie cérébrale                                                                                         |                        |                               | |
| UMR8119    | LNP                                | Laboratoire de neurophysique et physiologie                                                                                  |                        |                               | |
| UMR8120    |                                    | Génétique végétale du Moulon                                                                                                 |                        |                               | |
| UMR8122    |                                    | Rétrovirus endogènes et éléments rétroides des eucaryotes supérieurs                                                         |                        |                               | |
| UMR8126    |                                    | Signalisation, noyaux et innovations en cancérologie                                                                         |                        |                               | |
| UMR8129    |                                    | Institut Jean-Nicod |                        |                               | |
| UMR8131    |                                    | Centre de recherches interdisciplinaires sur l'Allemagne                                                                     |                        |                               | |
| UMR8132    | ITEM                               | Institut des textes et manuscrits modernes                                                                                   |                        |                               | |
| UMR8134    | LATTS                              | Laboratoire techniques, territoires et sociétés                                                                              |                        |                               | |
| UMR8135    | LLACAN                             | Langage, langues et cultures d'Afrique noire                                                                                 |                        |                               | |
| UMR8137    | CERSES                             | Centre de recherche sur le sens, l'éthique, et la société                                                                    |                        |                               | |
| UMR8138    | IRICE                              | Identites, relations internationales et civilisations de l'Europe                                                            |                        |                               | |
| UMR8144    | PRISM                              | Parallélisme, réseaux, systèmes, modélisation                                                                                |                        |                               | |
| UMR8145    | MAP5                               | Mathématiques appliquées Paris 5                                                                                             |                        |                               | |
| UMR8147    |                                    | Cytokines, hématopoïèse et réponse immune                                                                                    |                        |                               | |
| UMR8148    | GEOPS                              | Géosciences de Paris-Saclay                                                                                                  | INSU                   | Orsay                         | Ancien nom : Interactions et dynamique des environnements de surface (IDES)                                                                           |
| UMR8150    |                                    | Centre André-Chastel : Laboratoire de recherche en histoire de l'art                                                         |                        |                               | |
| UMR8151    | UPCGI                              | Unité de pharmacologie chimique et génétique et d'imagerie                                                                   |                        |                               | |
| UMR8152    |                                    | État, religion et société dans l'Égypte ancienne et en Nubie                                                                 |                        |                               | |
| UMR8154    | NNM                                | Neurophysiologie et nouvelles microscopies                                                                                   | INSERM                 |                               | |
| UMR8155    | CRCAO                              | Centre de recherche sur les civilisations de l'Asie orientale                                                                |                        |                               | |
| UMR8156    | IRIS                               | Institut de recherche interdisciplinaire sur les enjeux sociaux - Sciences sociales, politique, santé                        |                        |                               | |
| UMR8242    | LPP                                | Laboratoire psychologie de la perception                                                                                     |                        |                               | |
| UMR8161    |                                    | Approches génétiques, fonctionnelles et structurales des cancers                                                             |                        | Lille                         | |
| UMR8163    | STL                                | Savoirs, textes, langage |                        | Lille                         | |
| UMR8164    | HALMA-IPEL                         | Histoire, archéologie, littérature des mondes anciens - Institut de papyrologie et d'égyptologie de Lille                    |                        | Lille                         | |
| UMR8165    | IMNC                               | Imagerie et modélisation en neurobiologie et cancérologie                                                                    |                        |                               | |
| UMR8167    |                                    | Orient et Méditerranée : textes, archéologie, histoire                                                                       |                        |                               | |
| UMR8168    | MASCIPO                            | Mondes américains : sociétés, circulations, pouvoirs, XVe – XXIe siècle                                                      |                        |                               | |
| UMR8170    | CASE                               | Centre Asie du Sud-Est |                        |                               | |
| UMR8171    | CEMAf                              | Centre d'études des mondes africains                                                                                         |                        |                               | |
| UMR8172    | ECOFOG                             | Écologie des forêts de Guyane                                                                                                |                        |                               | |
| UMR8173    | CCJ                                | Chine, Corée, Japon |                        |                               | |
| UMR8174    |                                    | Centre d'économie de la Sorbonne                                                                                             |                        |                               | |
| UMR8177    | IIAC                               | Institut interdisciplinaire d'anthropologie du contemporain                                                                  |                        |                               | |
| UMR8178    |                                    | Institut Marcel-Mauss |                        |                               | |
| UMR8179    | LEM                                | Lille - Économie et Management                                                                                               |                        | Lille                         | |
| UMR8180    |                                    | Institut Lavoisier de Versailles                                                                                             |                        |                               | |
| UMR8181    | UCCS                               | Unité de catalyse et de chimie du solide                                                                                     |                        |                               | |
| UMR8182    | ICMMO                              | Institut de chimie moléculaire et des matériaux d'Orsay                                                                      |                        |                               | |
| UMR8183    | CESDIP                             | Centre de recherches sociologiques sur le droit et les institutions pénales                                                  |                        |                               | |
| UMR8184    | THEMA                              | Théorie économique, modélisation et applications                                                                             |                        |                               | |
| UMR8185    | ENeC                               | Espaces, nature et culture                                                                                                   |                        |                               | |
| UMR8187    | LOG                                | Laboratoire d'océanologie et de géosciences                                                                                  |                        |                               | |
| UMR8188    | CRIL                               | Centre de recherche en informatique de Lens                                                                                  |                        | Lens                          | |
| UMR8190    | LATMOS                             | Laboratoire sur les atmosphères, milieux, observations spatiales                                                             |                        |                               | |
| UMR8191    | SPINTEC                            | Spintronique et technologie des composants                                                                                   |                        |                               | |
| UMR8192    |                                    | Laboratoire de dynamique membran aire et maladies neurologiques                                                              |                        |                               | |
| UMR8193    | LAMSID                             | Laboratoire de mécanique des structures industrielles durables                                                               |                        |                               | |
| UMR8194    | CESM                               | Centre d'études de la sensori-motricité                                                                                      |                        |                               | |
| UMR8195    |                                    | Centre de neurosciences de Paris-Sud                                                                                         |                        |                               | |
| UMR8197    | IBENS                              | Institut de biologie de l'École normale supérieure                                                                           |                        |                               | |
| UMR8198    | GEPV                               | Génétique et évolution des populations végétales                                                                             |                        |                               | |
| UMR8199    | EPI                                | Génomique fonctionnelle métabolique et mécanismes moléculaires impliqués dans le diabète de type 2 et les maladies associées | INSB                   | Lille                         | |
| UMR8200    |                                    | Stabilité génétique et oncogenèse                                                                                            |                        |                               | |
| UMR8201    | LAMIH                              | Laboratoire d'automatique, de mécanique et d'informatique industrielles et humaines                                          |                        |                               | |
| UMR8202    | SEDYL                              | Structure et dynamique des langues                                                                                           |                        |                               | |
| UMR8203    |                                    | Vectorologie et thérapeutiques anticancéreuses                                                                               |                        |                               | |
| UMR8204    | CIIL                               | Centre d'infection et d'immunité de Lille                                                                                    |                        | Lille                         | |
| UMR8205    | NAVIER                             | Laboratoire Navier |                        |                               | |
| UMR8206    |                                    | Neuropsychopharmacologie des addictions. Vulnérabilité et variabilité expérimentale et clinique                              |                        |                               | |
| UMR8207    | UMET                               | Unité matériaux et transformations                                                                                           |                        |                               | |
| UMR8208    | MSME                               | Modélisation et simulation multi-échelle                                                                                     |                        |                               | |
| UMR8209    | CESSP                              | Centre européen de sociologie et de science politique de la Sorbonne                                                         |                        |                               | |
| UMR8210    | ANHIMA                             | Anthropologie et histoire des mondes antiques                                                                                |                        | Paris                         | |
| UMR8211    | Cermes3                            | Centre de recherche, médecine, sciences, santé, santé mentale, société                                                       |                        |                               | |
| UMR8212    | LSCE                               | Laboratoire des sciences du climat et de l'environnement                                                                     |                        |                               | |
| UMR8213    | LPEM                               | Laboratoire de physique et d'étude des matériaux                                                                             |                        |                               | |
| UMR8214    | ISMO                               | Institut des sciences moléculaires d'Orsay                                                                                   |                        |                               | |
| UMR8215    |                                    | Trajectoires de la sédentarisation à l'État (VIIe-Ier millénaire av. J.-C.)                                                  |                        |                               | |
| UMR8216    | CEIFR                              | Centre d'études interdisciplinaires des faits religieux                                                                      |                        |                               | |
| UMR8217    | Géosystèmes                        | Géosystèmes |                        |                               | |
| UMR8218    | ACTE                               | Arts, créations et théories esthétiques                                                                                      |                        |                               | |
| UMR8219    | LAGIS                              | Laboratoire d'automatique, génie informatique et signal                                                                      |                        | Lille                         | |
| UMR8220    |                                    | Laboratoire d'archéologie moléculaire et structurale                                                                         |                        |                               | |
| UMR8221    | SMPSD                              | Systèmes membranaires, photobiologie, stress et détoxication détoxication                                                    |                        |                               | |
| UMR8227    | LBI2M                              | Laboratoire de biologie intégrative des modèles marins                                                                       | INSB                   | Roscoff                       | |
| UMR8238    | LEGS                               | Laboratoire d'Etudes de Genre et de Sexualités                                                                               |                        |                               | |
| UMR8243    | IRIF                               | Institut de recherche en informatique fondamentale                                                                           |                        |                               | |
| UMR8247    | IRCP                               | Institut de recherche de chimie de Paris                                                                                     |                        | Paris                         | |
| UMR8254    | LIRA                               | Laboratoire d'Instrumentation et de Recherche en Astrophysique                                                               | INSU                   | Meudon, Paris, Nancay         | Observatoire de Paris |
| UMR8501    | LCF                                | Laboratoire Charles-Fabry |                        |                               | |
| UMR8502    |                                    | Laboratoire de physique des solides                                                                                          | INP                    | Orsay                         | |
| UMR8504    |                                    | Géographie-cités |                        |                               | |
| UMR8506    | L2S                                | Laboratoire des signaux et systèmes                                                                                          |                        |                               | |
| UMR8507    | LGEP                               | Laboratoire de génie électrique de Paris                                                                                     |                        |                               | |
| UMR8516    | UCMS                               | Unité de chimie moléculaire et de spectroscopie                                                                              |                        | Lille                         | |
| UMR8518    | LOA                                | Laboratoire d'optique atmosphérique                                                                                          |                        | Lille                         | |
| UMR8520    | IEMN                               | Institut d'électronique de microélectronique et de nanotechnologie                                                           | INSIS                  | Villeneuve-d'Ascq             | |
| UMR8522    | PC2A                               | Laboratoire de physicochimie des processus de combustion et de l'atmosphère                                                  |                        | Lille                         | |
| UMR8523    | PhLAM                              | Laboratoire de physique des lasers, atomes et molécules                                                                      |                        | Lille                         | |
| UMR8524    |                                    | Laboratoire Paul-Painlevé |                        | Lille                         | |
| UMR8529    | IRHis                              | Institut de recherches historiques du Septentrion                                                                            |                        | Lille                         | |
| UMR8531    | PPSM                               | Photophysique et photochimie supramoléculaires et macromoléculaires                                                          | INC                    | Paris-Saclay                  | |
| UMR8533    | IDHE                               | Institutions et dynamiques historiques de l'économie                                                                         |                        |                               | |
| UMR8535    | LMT-CACHAN                         | Laboratoire de mécanique et technologie                                                                                      |                        |                               | |
| UMR8536    | CMLA                               | Centre de mathématiques et de leurs applications                                                                             |                        | Cachan                        | |
| UMR8537    | LPQM                               | Laboratoire de photonique quantique et moléculaire                                                                           |                        |                               | |
| UMR8538    |                                    | Laboratoire de géologie de l'École normale supérieure                                                                        |                        |                               | |
| UMR8539    | LMD                                | Laboratoire de météorologie dynamique                                                                                        |                        |                               | |
| UMR8545    |                                    | Paris-Jourdan sciences économiques                                                                                           |                        |                               | |
| UMR8546    | AOROC                              | Archéologies d'Orient et d'Occident et sciences des textes                                                                   |                        | Paris                         | |
| UMR8547    |                                    | Pays germaniques (histoire, culture, philosophie) et transferts culturels                                                    |                        |                               | |
| UMR8548    | DI ENS                             | Département d'informatique de l'ENS l'École normale supérieure                                                               | ENS                    |                               | |
| UMR8549    | LPTENS                             | Laboratoire de physique théorique de l'ENS                                                                                   | ENS                    |                               | |
| UMR8550    | LPS                                | Laboratoire de physique statistique                                                                                          | ENS                    |                               | |
| UMR8551    | LPA                                | Laboratoire Pierre-Aigrain                                                                                                   |                        |                               | |
| UMR8552    | LKB                                | Laboratoire Kastler-Brossel                                                                                                  |                        |                               | |
| UMR8553    | DMA                                | Département de mathématiques et applications                                                                                 | ENS                    |                               | |
| UMR8554    | LSCP                               | Laboratoire de sciences cognitives et psycholinguistique                                                                     |                        |                               | |
| UMR8557    | CAMS                               | Centre d'analyses et de mathématiques sociales                                                                               |                        |                               | |
| UMR8558    | CRH                                | Centre de recherches historiques                                                                                             |                        |                               | |
| UMR8560    | CAK-CRHST                          | Centre Alexandre-Koyré - Centre de recherche en histoire des sciences et des techniques                                      |                        |                               | |
| UMR8562    | CNE                                | Centre Norbert-Élias |                        |                               | |
| UMR8563    | CRLAO                              | Centre de recherches linguistiques sur l'Asie orientale                                                                      |                        |                               | |
| UMR8564    | CEIAS                              | Centre d'études de l'Inde et de l'Asie du Sud                                                                                |                        |                               | |
| UMR8566    | CRAL                               | Centre de recherche sur les arts et le langage                                                                               |                        |                               | |
| UMR8568    | CIRED                              | Centre international de recherche sur l'environnement et le développement                                                    |                        |                               | |
| UMR8576    |                                    | Unité de glycobiologie structurale et fonctionnelle                                                                          |                        | Lille                         | |
| UMR8578    | LPGP                               | Laboratoire de physique des gaz et des plasmas                                                                               |                        |                               | |
| UMR8579    | MSSMAT                             | Laboratoire de mécanique des sols, structures et matériaux                                                                   |                        |                               | |
| UMR8580    |                                    | Structures, propriétés et modélisation des solides                                                                           |                        |                               | |
| UMR8582    | GSRL                               | Groupe de recherche sur les sociétés, religions, laïcités                                                                    |                        |                               | |
| UMR8584    | LEM                                | Laboratoire d'études sur les monothéismes                                                                                    |                        |                               | |
| UMR8586    | PRODIG                             | Pole de recherche pour l'organisation et la diffusion de l'information géographique                                          |                        |                               | |
| UMR8587    | LAMBE                              | Laboratoire sur l'analyse et modélisation pour la biologie et l'environnement                                                |                        |                               | |
| UMR8589    | LAMOP                              | Laboratoire de médiévistique occidentale de Paris                                                                            |                        |                               | |
| UMR8590    |                                    | Institut d'histoire et de philosophie des sciences et des techniques                                                         |                        | Paris                         | |
| UMR8591    | LGP                                | Laboratoire de géographie physique                                                                                           |                        |                               | |
| UMR8596    |                                    | Centre Roland-Mousnier, Histoire et civilisations                                                                            |                        |                               | |
| UMR8598    | GEMASS                             | Groupe d'étude des méthodes de l'analyse sociologique de la Sorbonne                                                         |                        |                               | |
| UMR8599    |                                    | Centre d'étude de la langue et de la littérature françaises des XVIIe et XVIIIe siècles                                      |                        |                               | |
| UMR8601    |                                    | Laboratoire de chimie et biochimie pharmacologiques et toxicologiques                                                        |                        |                               | |
| UMR8607    | LAL                                | Laboratoire de l'accélérateur linéaire                                                                                       |                        |                               | |
| UMR8608    | IPN                                | Institut de physique nucléaire d'Orsay                                                                                       |                        |                               | |
| UMR8609    | CSNSM                              | Centre de spectrométrie nucléaire et de spectrométrie de masse                                                               |                        |                               | |
| UMR8612    |                                    | Institut Galien de Paris Sud                                                                                                 |                        |                               | |
| UMR8617    | IAS                                | Institut d'astrophysique spatiale                                                                                            |                        |                               | |
| UMR8618    | IBP                                | Institut de biologie des plantes                                                                                             |                        |                               | |
| UMR8619    |                                    | Institut de biochimie et biophysique moléculaire et cellulaire                                                               |                        |                               | |
| UMR8621    | IGM                                | Institut de génétique et microbiologie                                                                                       |                        |                               | |
| UMR8622    | IEF                                | Institut d'électronique fondamentale                                                                                         |                        |                               | |
| UMR8623    | LRI                                | Laboratoire de recherche en informatique                                                                                     |                        |                               | |
| UMR8626    | LPTMS                              | Laboratoire de physique théorique et modèles statistiques                                                                    |                        |                               | |
| UMR8627    |                                    | Laboratoire de physique théorique                                                                                            |                        |                               | |
| UMR8628    | LMO                                | Laboratoire de mathématiques d'Orsay                                                                                         |                        |                               | |
| UMR8630    | SYRTE                              | Systèmes de référence temps-espace                                                                                           |                        |                               | |
| UMR8635    | GEMaC                              | Groupe d'études de la matière condensée                                                                                      |                        |                               | |
| UMR8638    |                                    | Synthèse et structure de molécules d'intérêt pharmacologique                                                                 |                        |                               | |
| UMR8640    | PASTEUR                            | Processus d'activation sélectif par transfert d'énergie uni-électronique ou radiatif                                         |                        |                               | |
| UMR8643    | LSV                                | Laboratoire spécification et vérification                                                                                    |                        |                               | |
| UMR9010    |                                    | Centre Borelli | INSMI                  | Cachan                        | |
| UMR9017    | CIIL                               | Centre d'infection et d'immunité de Lille                                                                                    | INSB                   | Lille                         | |
| UMR9189    | CRIStAL                            | Centre de recherche en informatique, signal et automatique de Lille                                                          | INS2I                  | Lille                         | |
| UMR9197    | NeuroPSI                           | Institut des neurosciences Paris-Saclay                                                                                      |                        | Saclay                        | |
| UMR9912    | STMS                               | Sciences et technologies de la musique et du son                                                                             |                        |                               | |
| UMR9993    |                                    | Centre de recherches archéologiques Indus - Baluchistan - Asie centrale et orientale                                         |                        |                               | |